# Haute-Saône
La Haute-Saône (/ot.son/) est un département français appartenant à la région de Bourgogne-Franche-Comté. Il fait partie de la région historique et culturelle de Franche-Comté. L'Insee et La Poste lui attribuent le code 70. La ville la plus peuplée du département est sa préfecture, Vesoul, tandis que la commune la plus étendue est Champlitte avec 129 km2. Le département a la particularité d'avoir 5 pôles urbains que sont Vesoul, Gray, Luxeuil-les-Bains, Lure et Héricourt, tout en possédant un caractère rural permettant le développement de l'écotourisme et du cyclotourisme.
Le département a vu naître quelques personnalités comme Jules Rimet, fondateur de la Coupe du monde de football né à Theuley et Jean-Léon Gérôme, peintre et sculpteur, natif de Vesoul. Le département produit des spécialités culinaires reconnues nationalement telles que le biscuit de Montbozon ou le kirsch de Fougerolles.
Économiquement, la Haute-Saône a pour principale entreprise l'usine PSA de Vesoul, qui emploie plus de 3 000 salariés. La base aérienne 116 Luxeuil-Saint Sauveur constitue le second employeur du département quant aux effectifs. L'activité est essentiellement orientée vers l'industrie, l'agriculture et l'exploitation forestière. Le département possède une longue histoire industrielle et minière (textile, papeterie, verrerie, fonderies, forges, hauts fourneaux, mines de houilles, salines, mines de fer et de métaux divers). Au début du XXIe siècle, la Haute-Saône est marquée par une désertification des services publics.

## Géographie

Paysages de la Haute-Saône :
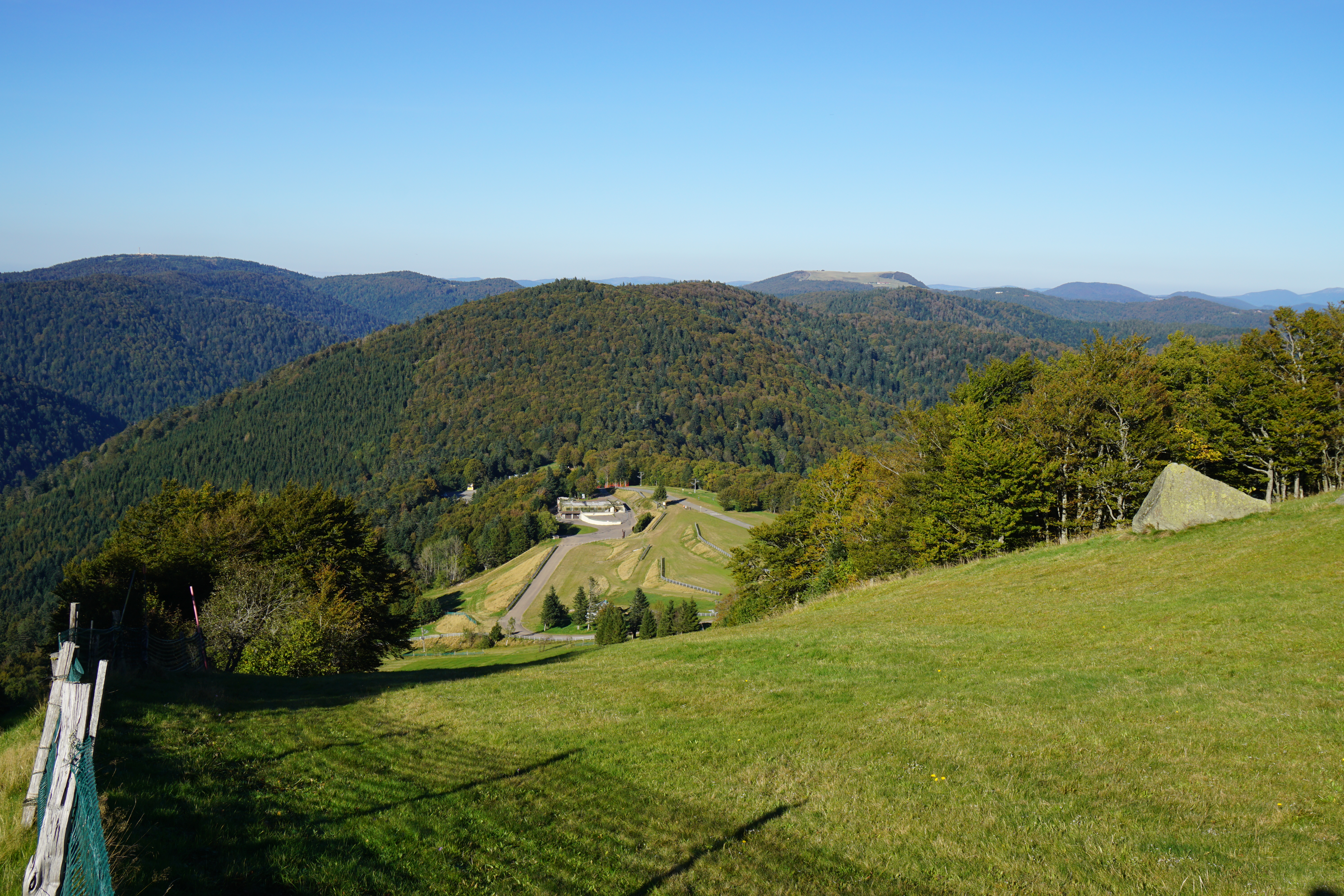
La Planche des Belles Filles.
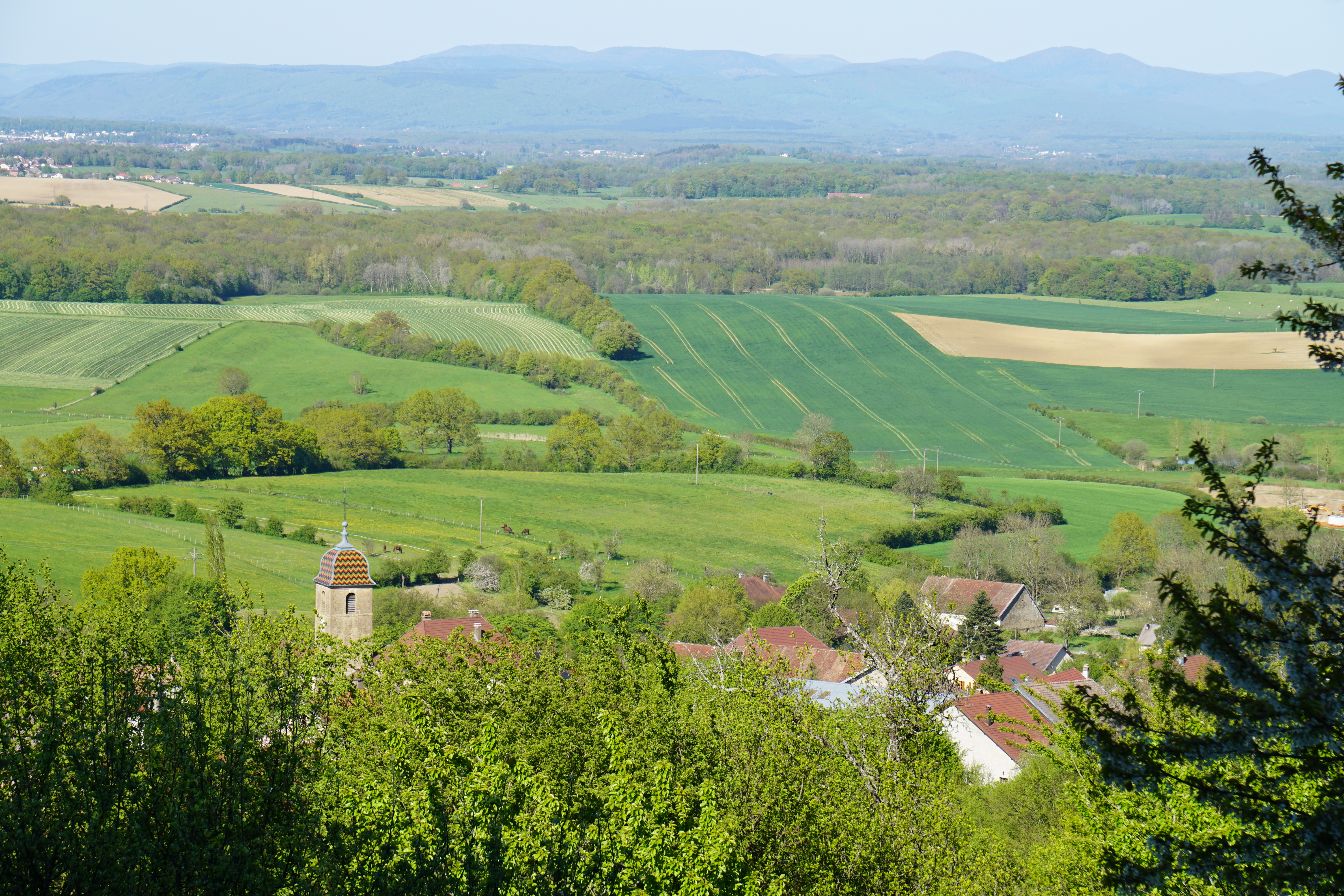
Le pays de Lure et les Vosges saônoises dans l'est du département.
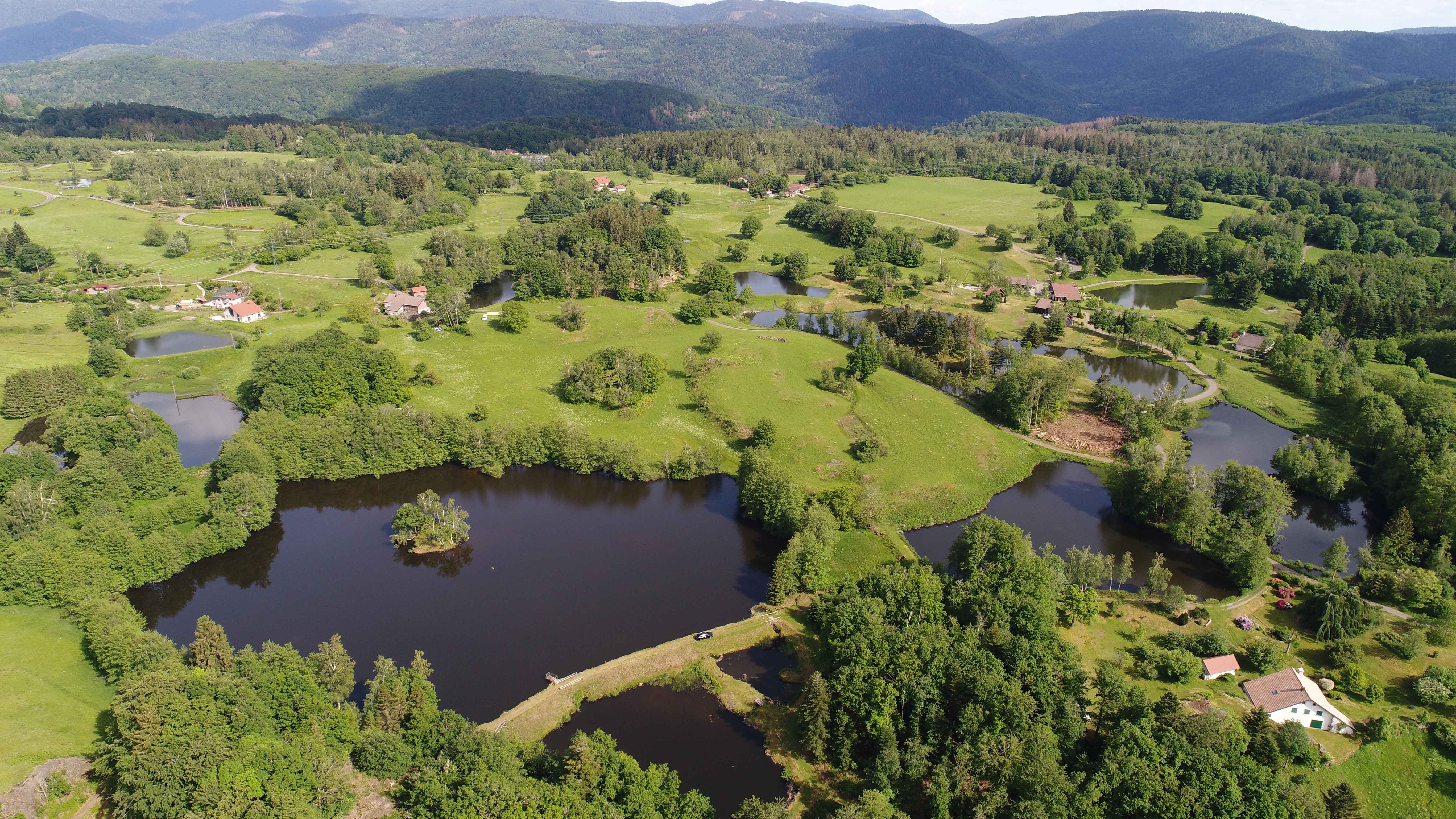
La région des Mille étangs, dans le nord-est.

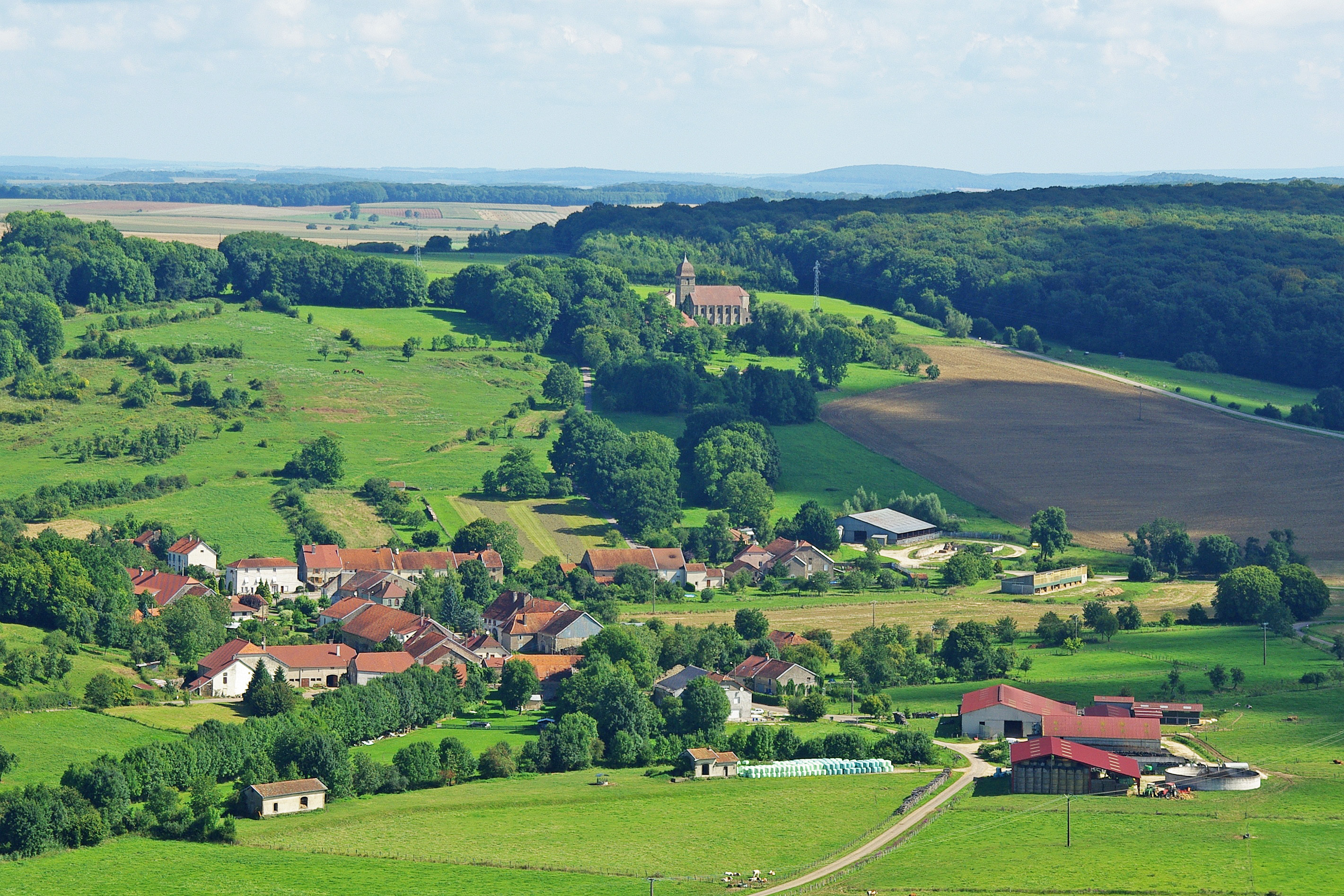
Molay dans le nord-ouest du département.
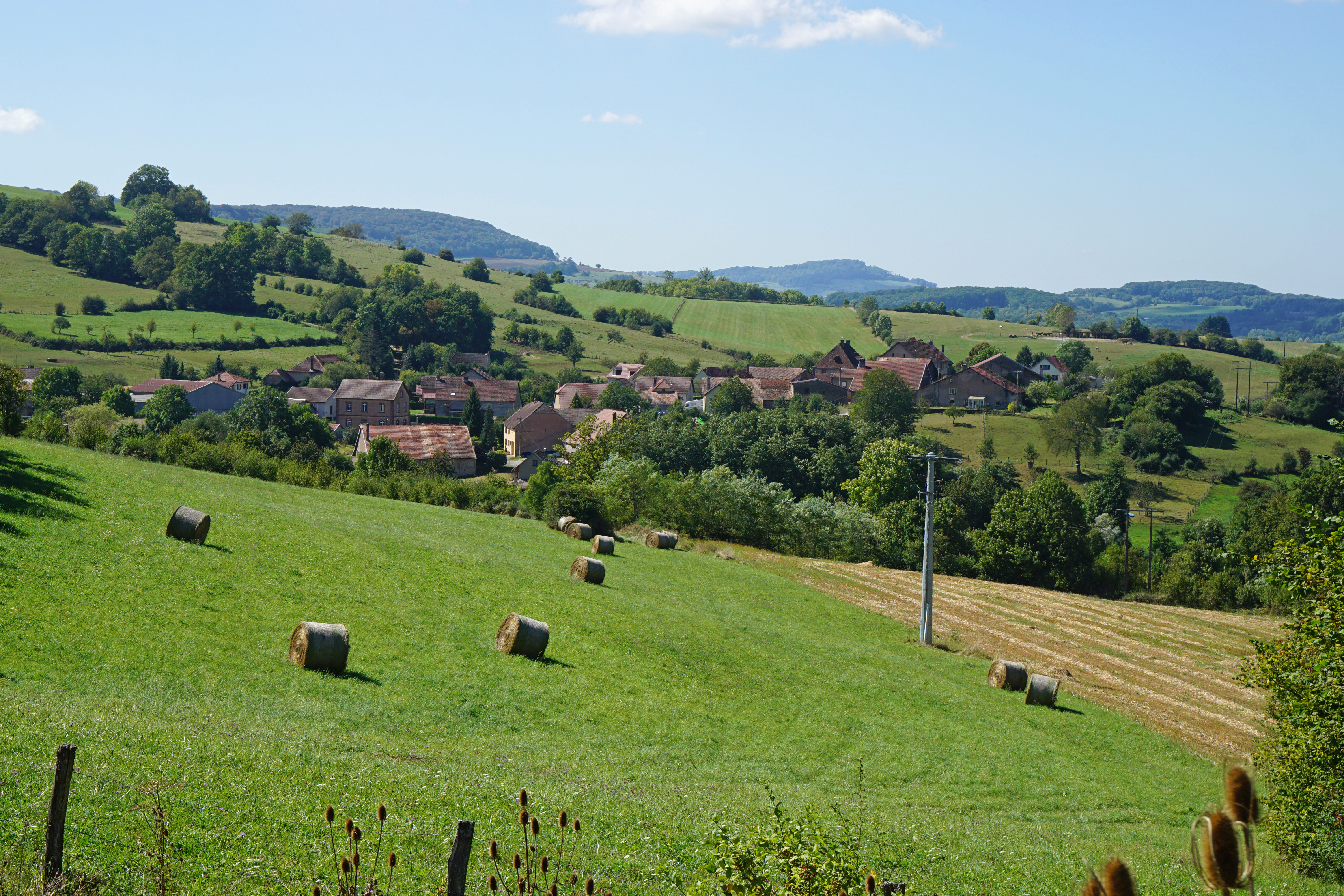
Corcelles dans le sud-est.
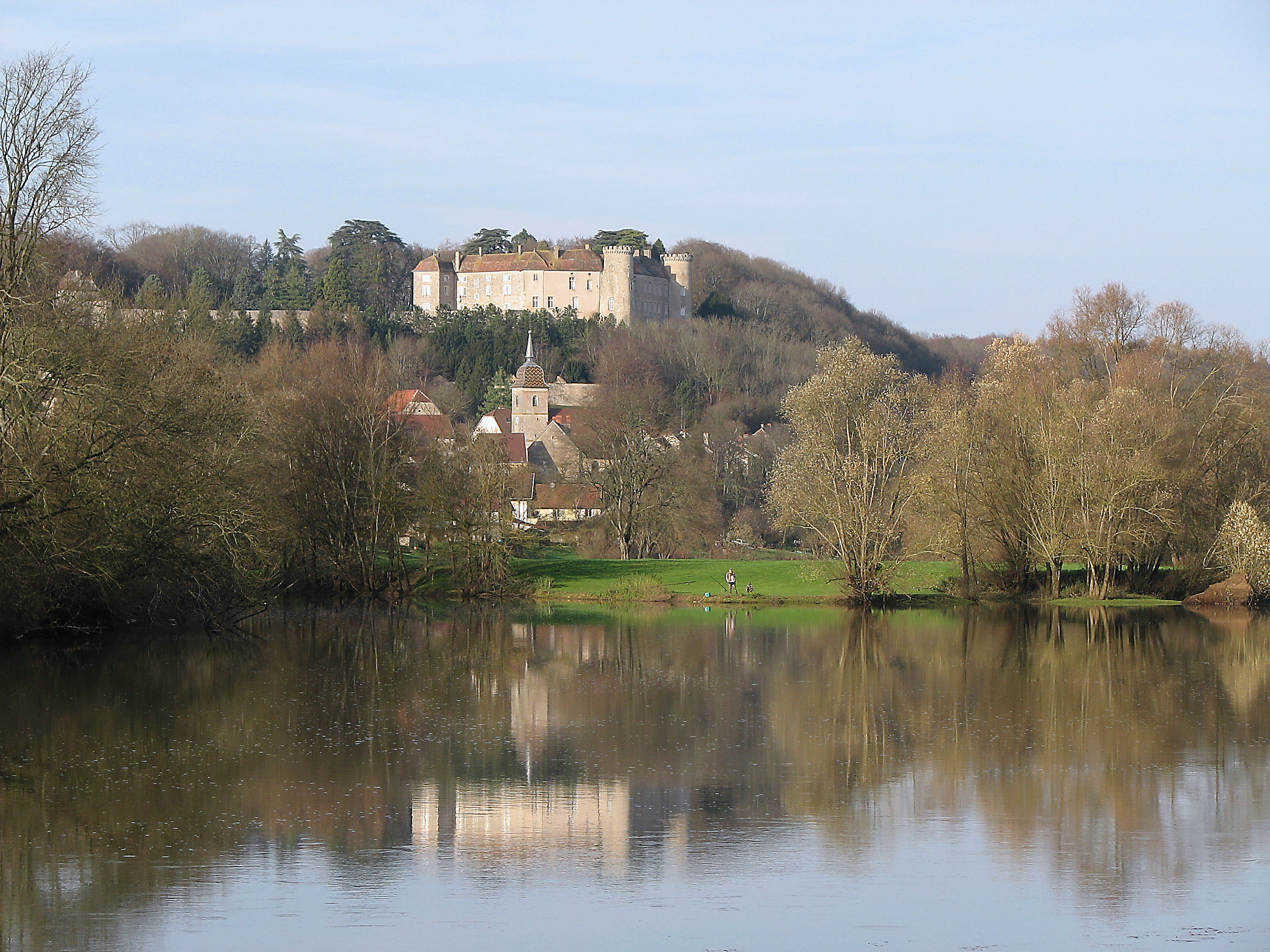
Ray-sur-Saône dans l'ouest du département.

### Localisation
| Haute-Marne (Grand-Est) | Vosges (Grand-Est) | Haut-Rhin (Grand-Est) |
| Côte-d'Or               | Haute-Saône        | Territoire de Belfort |
|                         | Jura Doubs         | Doubs                 |

La Haute-Saône fait partie de la région Bourgogne-Franche-Comté. Elle est limitrophe des départements de la Côte-d'Or, de la Haute-Marne, des Vosges, du Territoire de Belfort, du Doubs et du Jura.
Le département de la Haute-Saône présente une forme allongée d'orientation sud-ouest nord-est. C'est un territoire de transition, entre des régions dépressionnaires de l'est de la France, la dorsale européenne (banane bleue) qui de Londres à Gênes en passant par la vallée du Rhin possède la plus grande concentration de richesses et de flux commerciaux d'Europe, et l'axe de développement de la vallée du Rhône.
En Haute-Saône, quand on traverse le département d'ouest en est, on peut distinguer cinq grandes unités géographiques :
- une zone de plaine traversée par la Saône en provenance des Vosges ;
- une zone en fer à cheval de plateaux calcaires touchant au nord au plateau de Langres et séparé au sud-est des prémices du massif Jurassien par la vallée de l'Ognon ;
- une zone de collines gréseuses se développant vers le nord ;
- la dépression sous-vosgienne ;
- les bombements cristallins des Vosges du Sud qui marquent la limite nord-est du département.

À la limite Sud des Vosges, la trouée de Belfort est la voie de passage traditionnelle vers l'Alsace, entre ce massif et celui du Jura.
Les forêts occupent 2 250 km2, dont 1 220 km2 de forêts communales. Le département est parfois surnommé « Île verte ».

### Hydrographie

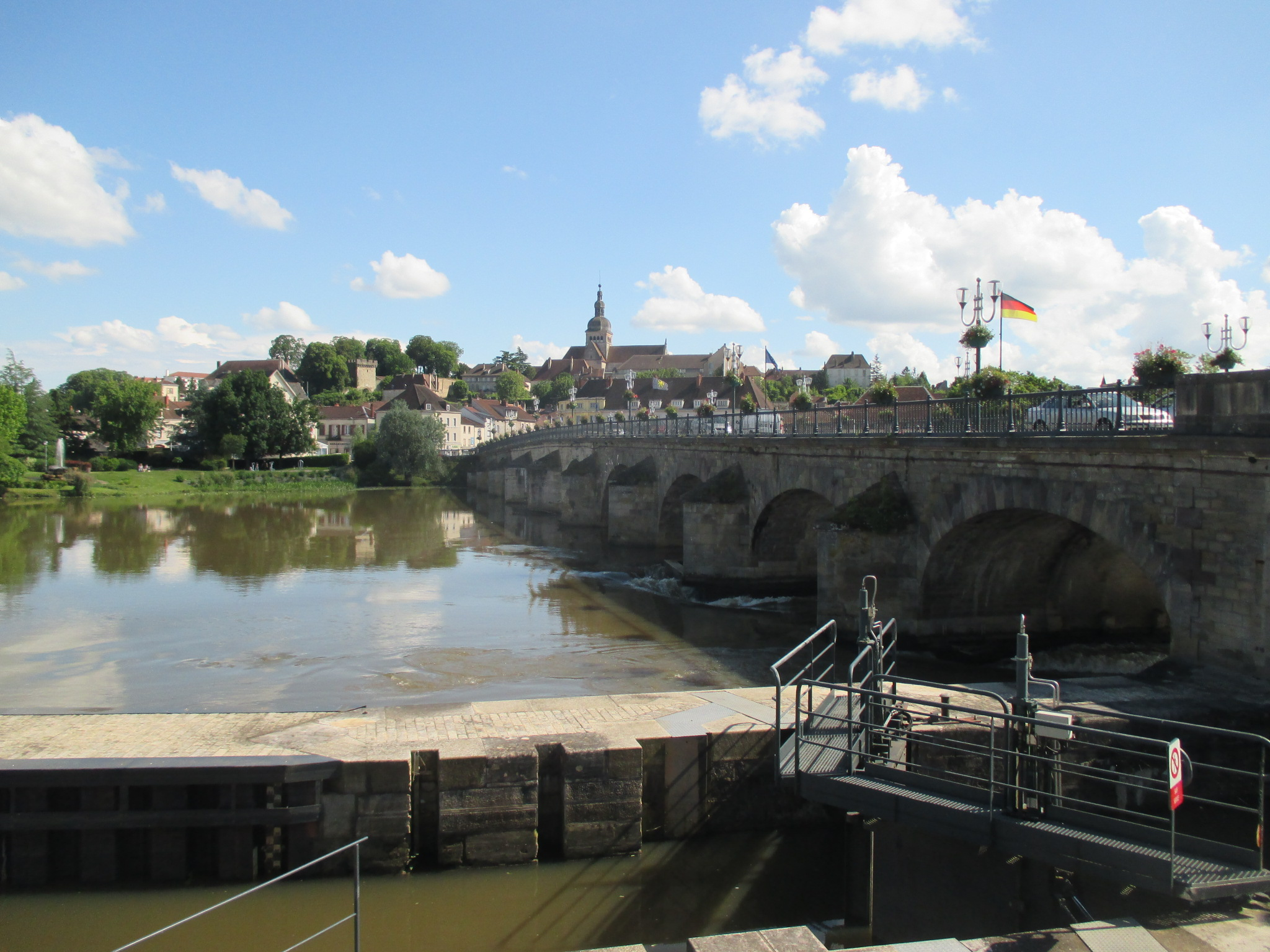
La Saône à Gray.

Le département est notamment traversé par la Saône, la quatrième rivière la plus grande de France, longue de 473 kilomètres.

### Transports

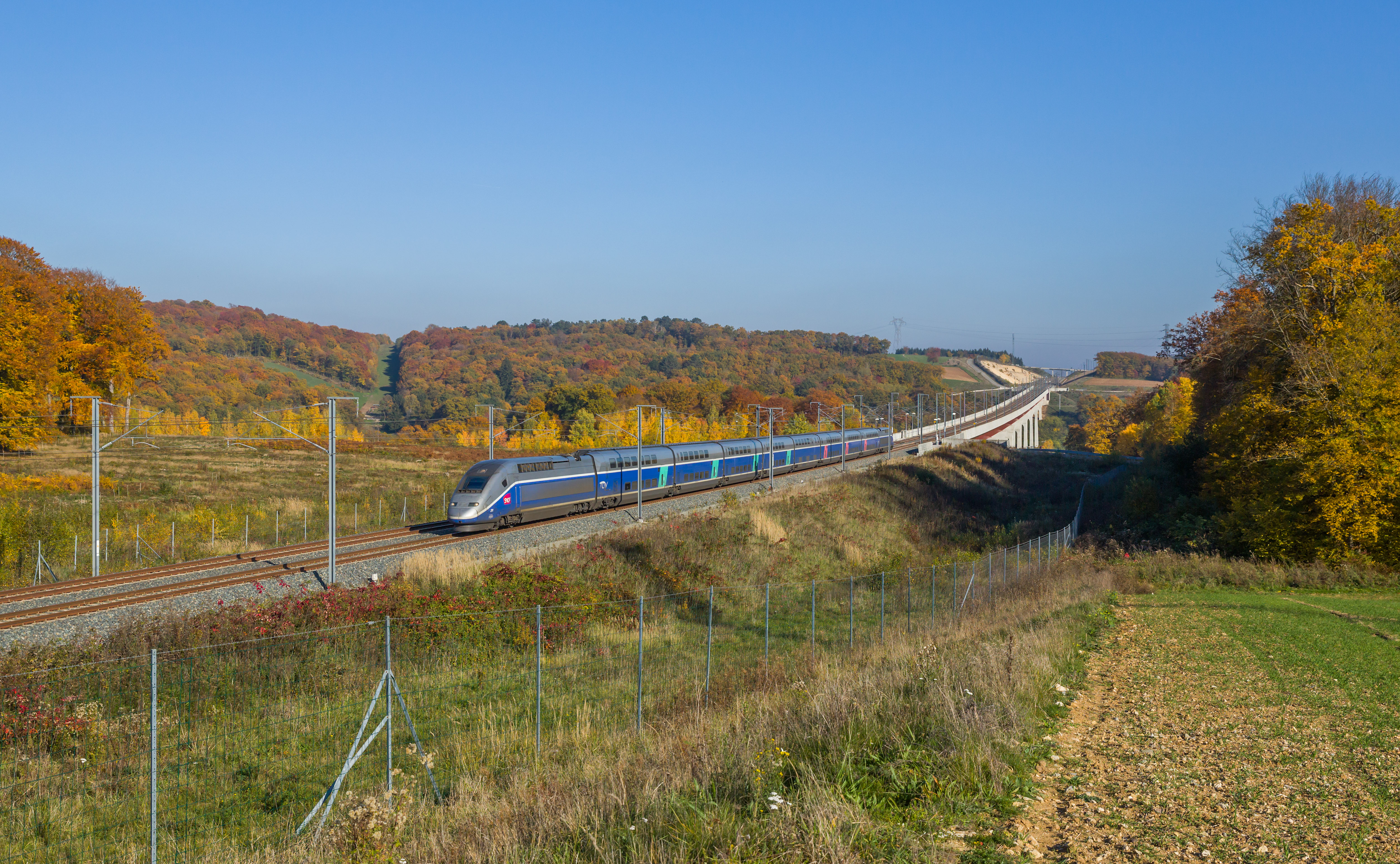
Une rame TGV Duplex venant de franchir le viaduc de la Lizaine, à Héricourt.

Liste des gares de la Haute-Saône : Gare de Vesoul, Gare d'Aillevillers, Gare de Champagney, Gare d'Héricourt, Gare de Luxeuil-les-Bains, Gare de Ronchamp.
La LGV Rhin-Rhône transite en partie par la Haute-Saône.
Aérodromes de la Haute-Saône : Aérodrome de Vesoul - Frotey, Aérodrome de Gray - Saint-Adrien, Aérodrome de Lure - Malbouhans, Aéroport de Broyes-lès-Pesmes, Base aérienne 116 Luxeuil-Saint Sauveur.

Réseau routier principal de la Haute-Saône.

Réseau de car interurbain : Mobigo.
- autoroutes
- 2x2 voies
- travaux de mise en 2x2 voies en cours
- Projets de mise en 2x2 voies
- 2x1 voies

## Urbanisme

### Logement
En 2021, 6,2 % des logements disponibles dans le département étaient des résidences secondaires ou logements occasionnels.
Les concentrations de résidences secondaires sont les plus fortes au nord et à l'ouest du département dans les environs de Champlitte, Jussey et Mélisey.
Ce tableau indique les principales communes du département de la Haute-Saône dont les résidences secondaires et occasionnelles dépassent 10 % des logements totaux en 2021 :
| Commune          | Population | Nombre de logements | Rés. secondaires | % Rés. secondaires |
| ---------------- | ---------- | ------------------- | ---------------- | ------------------ |
| Fresse           | 704        | 507                 | 127              | 25,1 %             |
| Servance-Miellin | 767        | 691                 | 198              | 28,7 %             |
| Champlitte       | 1618       | 1253                | 198              | 15,8 %             |
| Pesmes           | 1077       | 668                 | 86               | 12,9 %             |

## Histoire
Le département a été créé à la Révolution française par la loi du 22 décembre 1789, à partir d'une partie de la province de Franche-Comté, l'ancien bailliage d'Amont.

Carte de la Haute-Saône 1790.
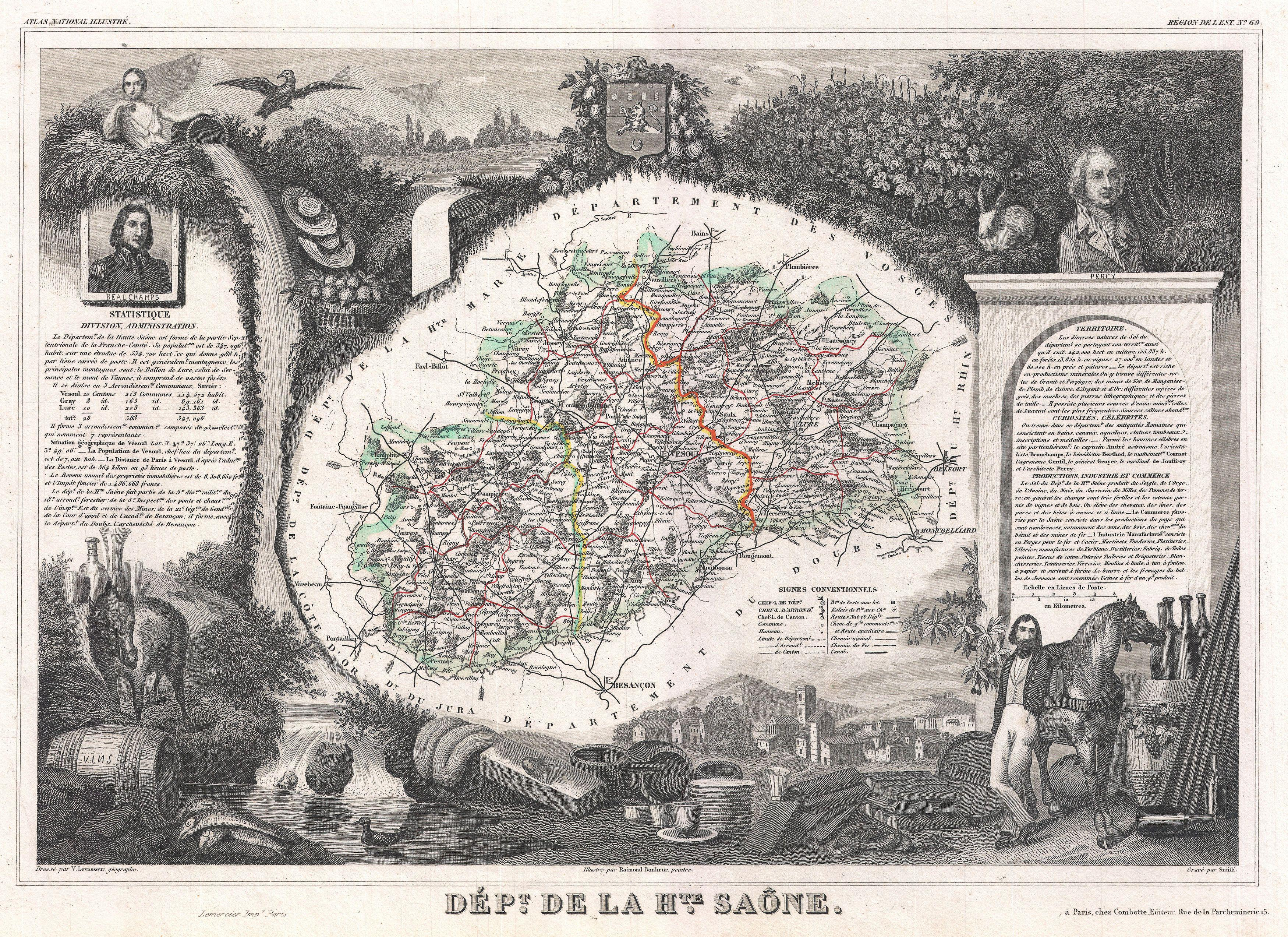
Carte datée de 1852.

Après la victoire des coalisés à la bataille de Waterloo (18 juin 1815), le département est occupé par les troupes autrichiennes de juin 1815 à novembre 1818 (voir occupation de la France à la fin du Premier Empire).
Le département est également marqué par la guerre franco-prussienne avec les batailles d'Héricourt, et de Villersexel mais aussi la proximité du siège de Belfort. Le département accueille des Alsaciens fuyant l’annexion de l’Alsace-Lorraine.

La guerre franco-prussienne en Haute-Saône.
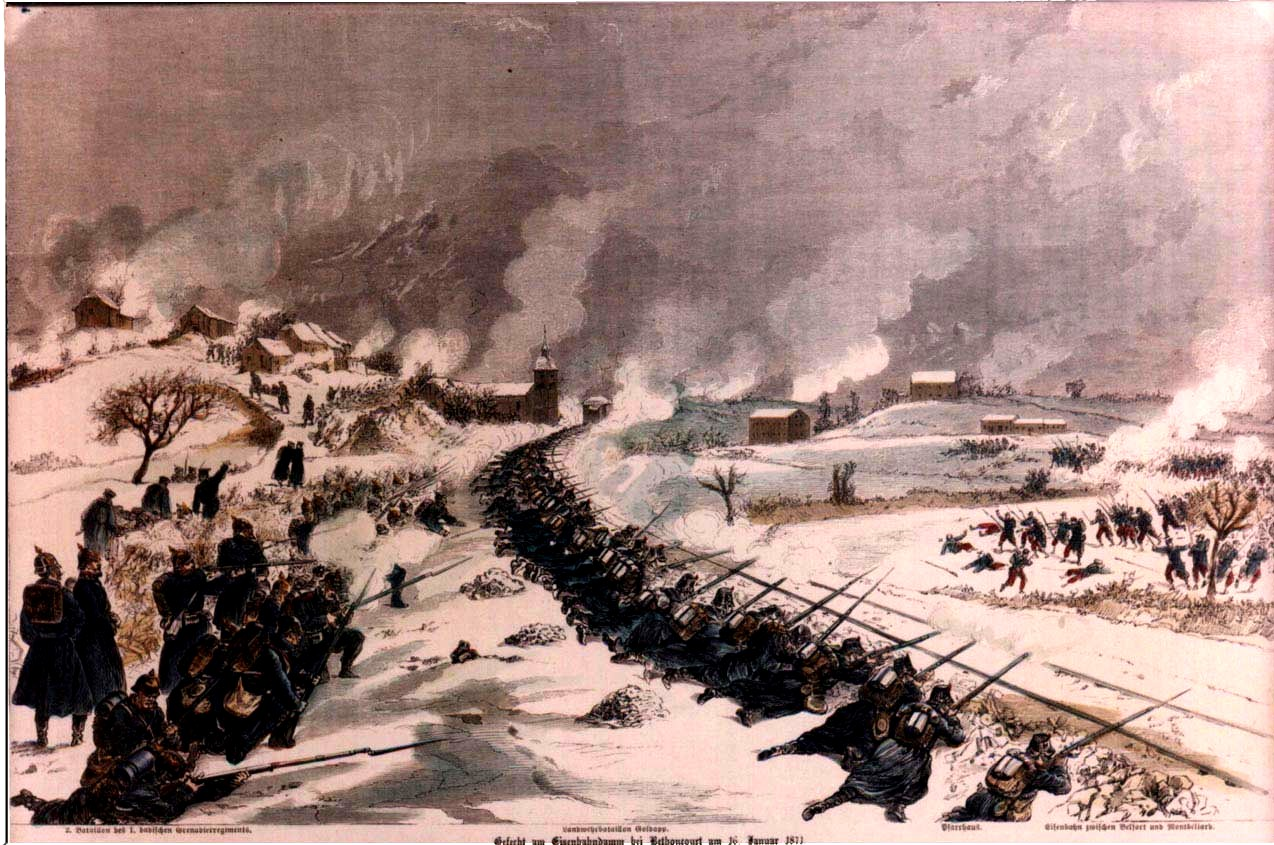
La bataille d'Héricourt.
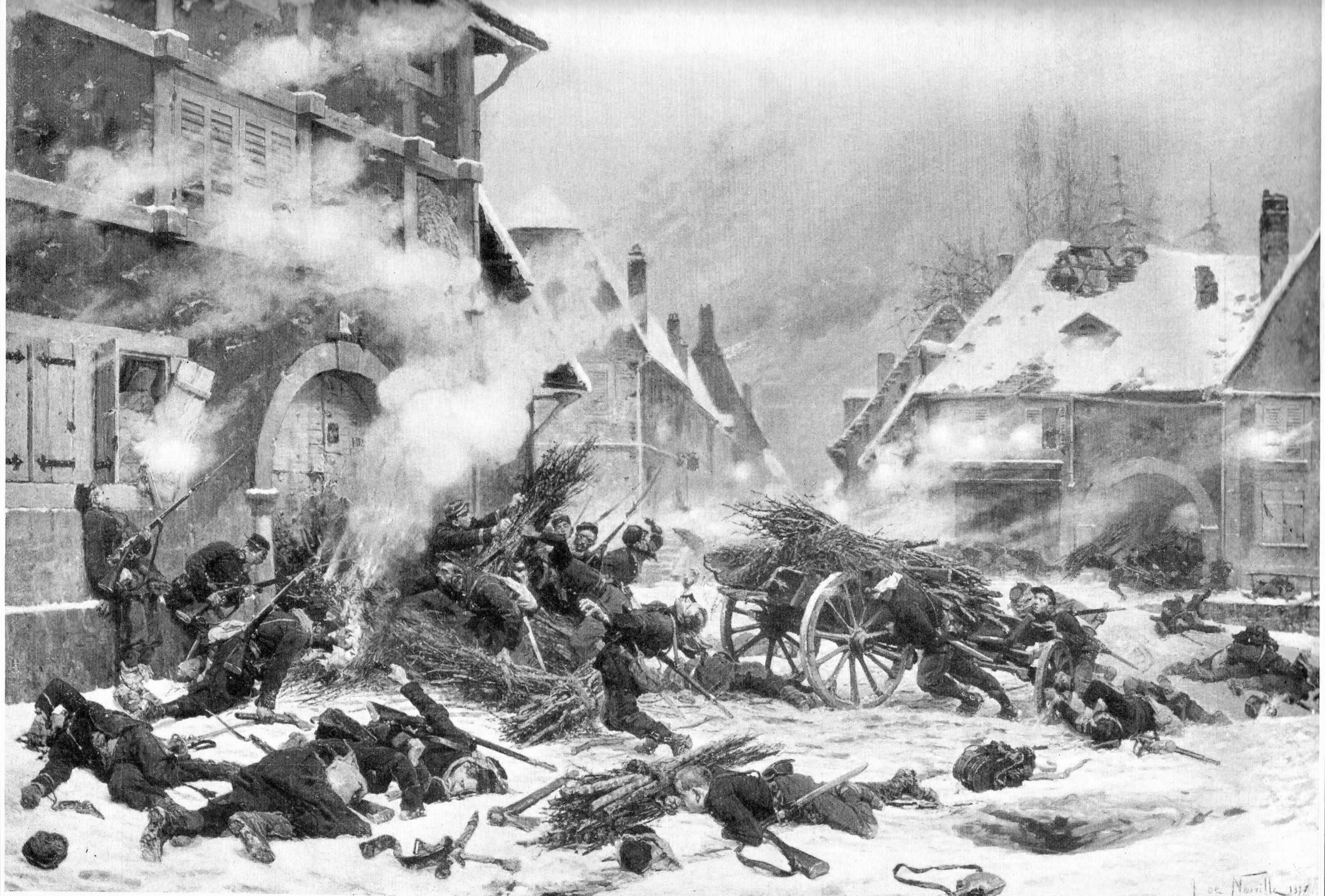
La bataille de Villersexel.
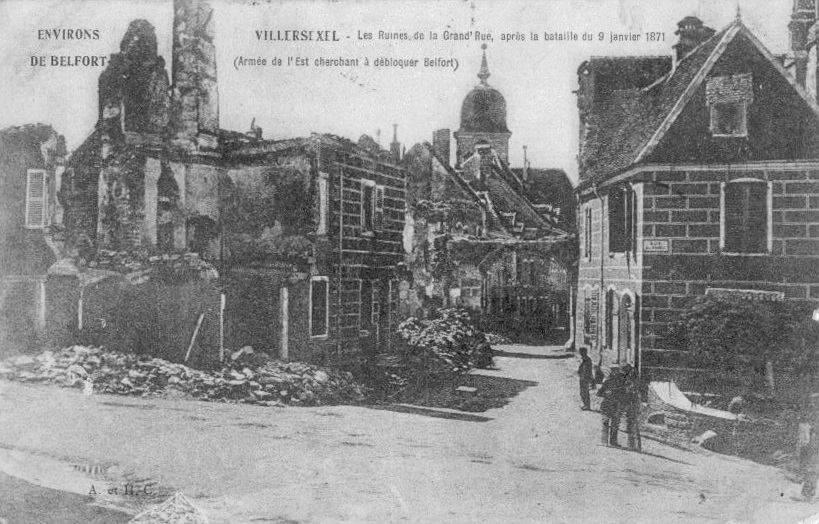
Vue des destructions du Bourg de Villersexel.
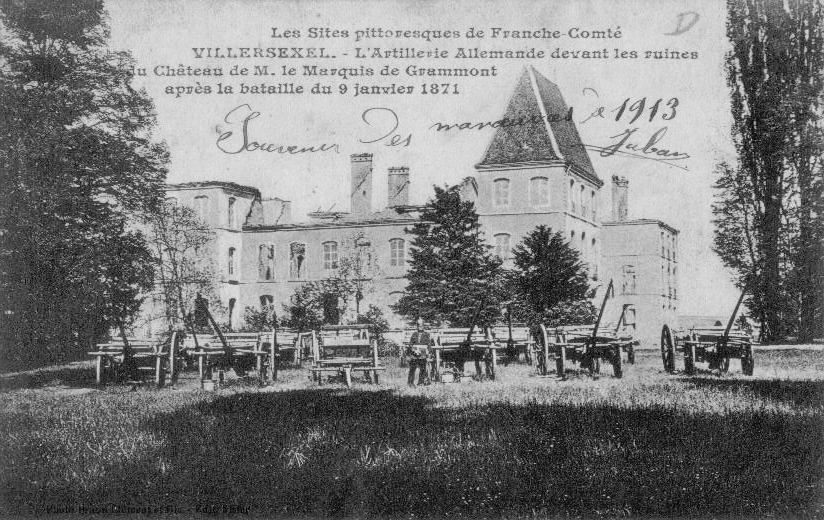
L'artillerie allemande devant les ruines du château de Villersexel.

Le département possède un important passé minier et industriel (mines de charbon, de sel, de fer, de plomb-argent-cuivre, schiste bitumineux, papeterie, filature, tissage, forges, fonderies, tuileries, fabriques mécaniques).

Les industries emblématiques de la Haute-Saône
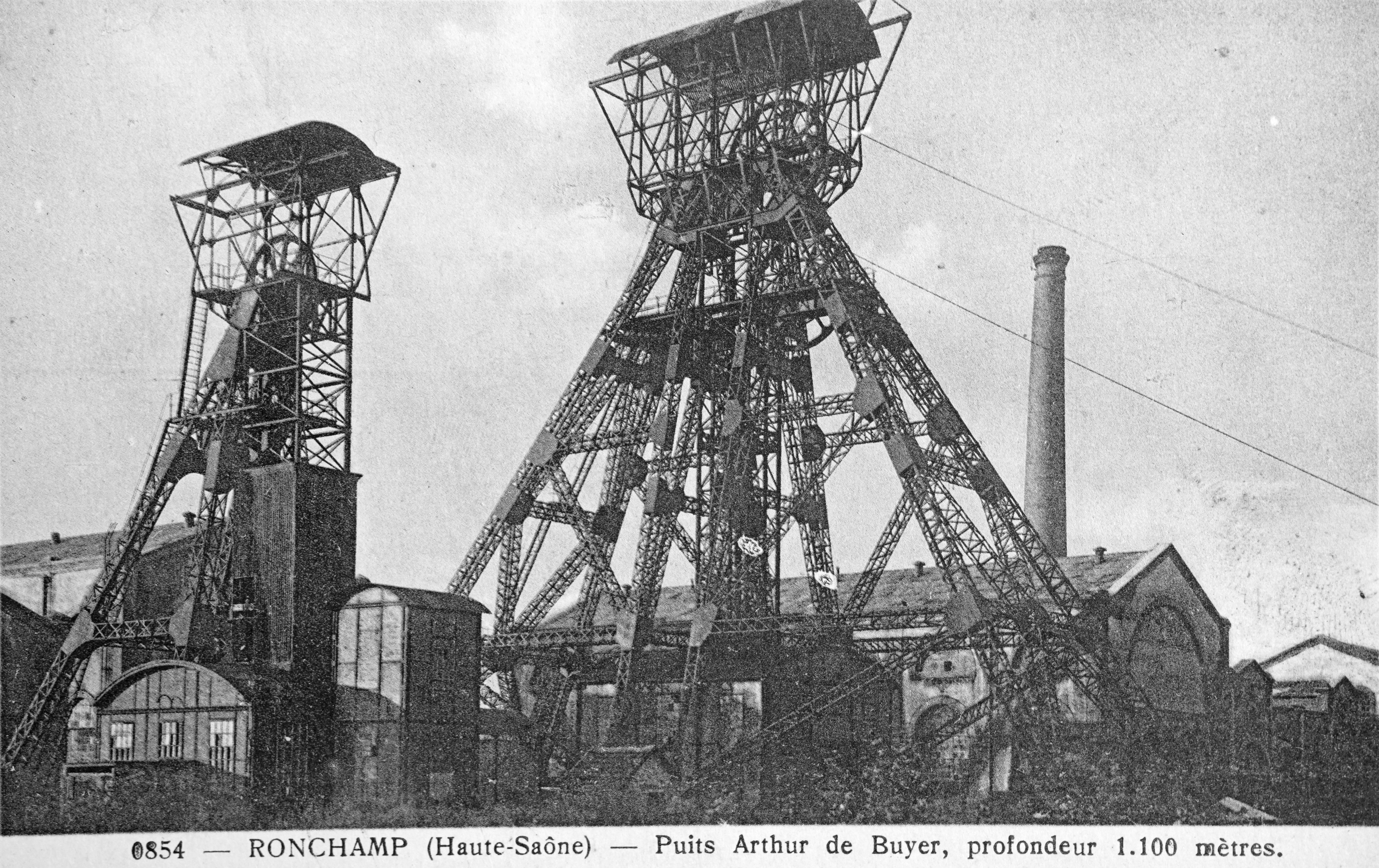
Le puits Arthur-de-Buyer (1 010 mètres) charbonnage le plus profond de France entre 1900 et 1910.
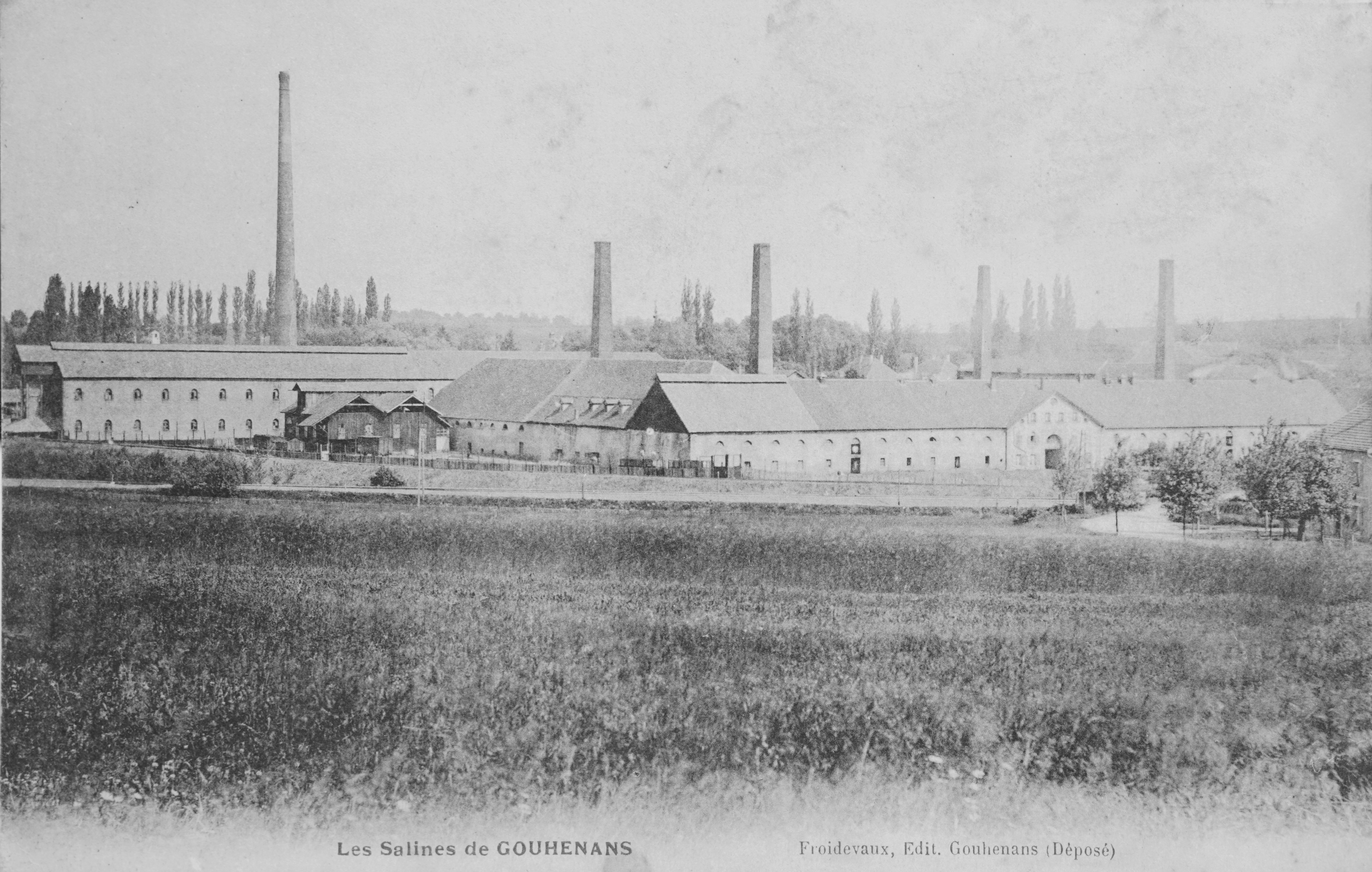
Vue générale de la saline de Gouhenans, l'une des plus importantes salines de France au XIXe siècle.
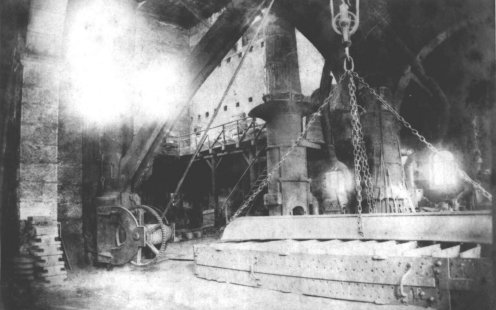
Vue intérieure de l'usine de Varigney, l'industrie du fer était très développée jusqu’au milieu du XXe siècle.
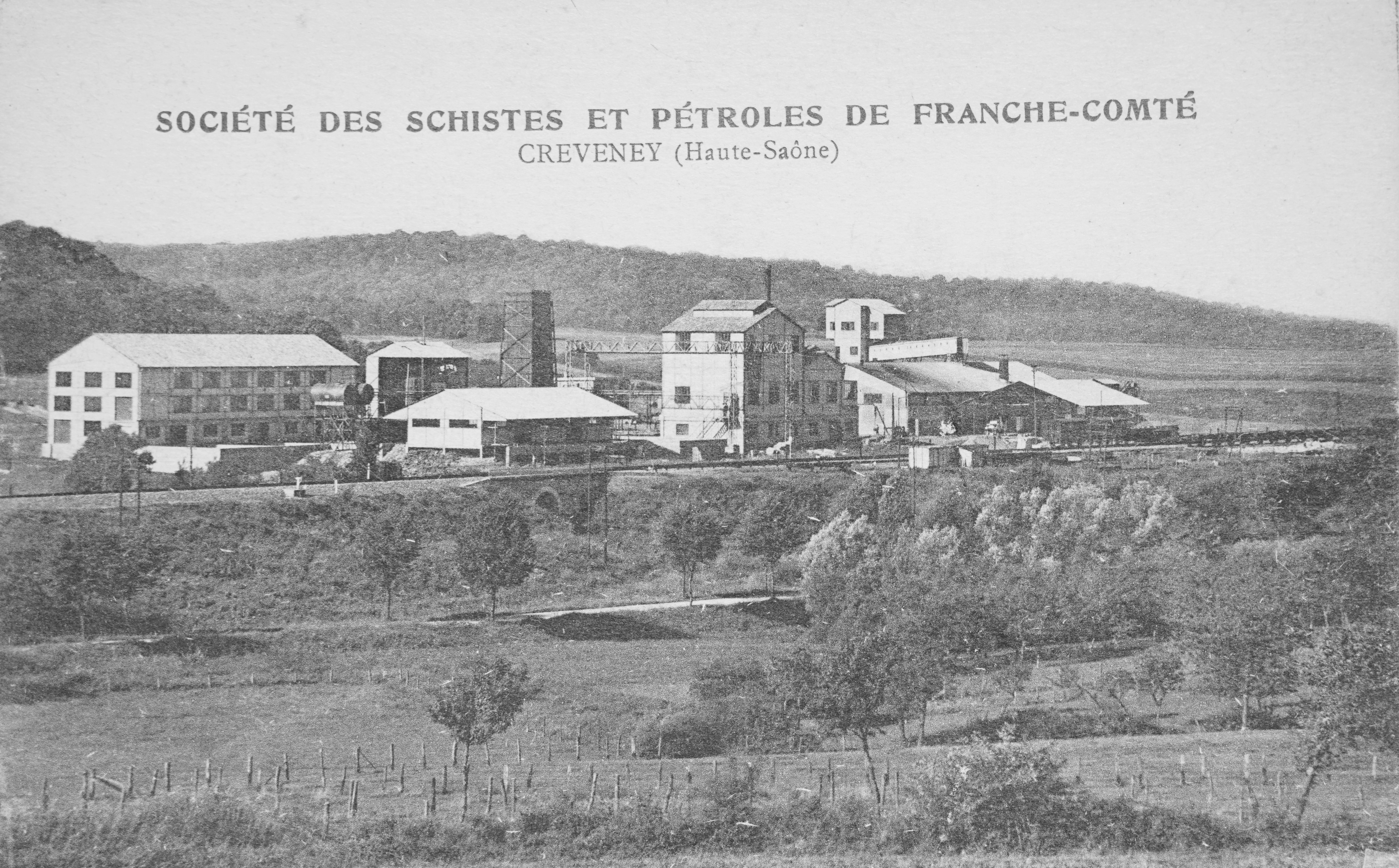
L'usine de distillation de schiste bitumieux de Creveney, rare exploitation en France dans l'entre-deux-guerres.

Au 1er janvier 2016 la région Franche-Comté, à laquelle appartenait le département, fusionne avec la région Bourgogne pour devenir la nouvelle région administrative Bourgogne-Franche-Comté.

## Administration et politique

### Division territoriale
Le département de la Haute-Saône est composé de 536 communes, 17 cantons et 2 arrondissements. De plus, il est constitué de 31 intercommunalités dont une communauté d'agglomération (communauté d'agglomération de Vesoul).
Le département est divisé en deux arrondissements : l'arrondissement de Vesoul et l'arrondissement de Lure. Les archives départementales de la Haute-Saône sont situées à Vesoul.

Les communes.
Les cantons.
Les arrondissements.

### Instances judiciaires et administratives
Le département ne compte qu'un tribunal judiciaire, siégeant au palais de justice de Vesoul, relevant de la cour d’appel de Besançon. De même qu'une seule maison d'arrêt subsiste sur le territoire haut-saônois, la maison d'arrêt de Vesoul.
Dans l'ordre administratif, le département se situe dans le ressort du tribunal administratif de Besançon et de la cour administrative d'appel de Nancy.

### Politique
Le conseil départemental de la Haute-Saône est présidé par M. Laurent Seguin depuis 2025. Le département de la Haute-Saône est administré par les 34 conseillers départementaux représentant les 17 cantons du département. Les élus regroupés au sein du Groupe de Gauche et Apparentés, au nombre de 25, sont majoritaires au sein de l'Assemblée départementale. Le Groupe est présidé par M. Michel Weyermann, par ailleurs premier vice-président du conseil départemental.
- Liste des députés de la Haute-Saône
- Liste des sénateurs de la Haute-Saône
- Liste des conseillers généraux de la Haute-Saône
- Liste des circonscriptions législatives de la Haute-Saône

## Population et société

### Démographie
Les habitants de la Haute-Saône sont appelés les Haut-Saônois et les Haut-Saônoises,.

#### Évolution démographique
En 2022, le département comptait 233 920 habitants, en évolution de −1,4 % par rapport à 2016 (France hors Mayotte : +2,11 %).
| 1791 | 1801    | 1806    | 1821    | 1826    | 1831    | 1836    | 1841    | 1846    |
| ---- | ------- | ------- | ------- | ------- | ------- | ------- | ------- | ------- |
| -    | 291 579 | 299 054 | 308 171 | 327 641 | 338 910 | 343 298 | 347 627 | 347 096 |

| 1851    | 1856    | 1861    | 1866    | 1872    | 1876    | 1881    | 1886    | 1891    |
| ------- | ------- | ------- | ------- | ------- | ------- | ------- | ------- | ------- |
| 347 469 | 312 397 | 317 183 | 317 706 | 303 088 | 304 052 | 295 905 | 290 954 | 280 856 |

| 1896    | 1901    | 1906    | 1911    | 1921    | 1926    | 1931    | 1936    | 1946    |
| ------- | ------- | ------- | ------- | ------- | ------- | ------- | ------- | ------- |
| 272 891 | 266 605 | 263 890 | 257 606 | 228 348 | 226 313 | 219 257 | 212 829 | 202 573 |

| 1954    | 1962    | 1968    | 1975    | 1982    | 1990    | 1999    | 2006    | 2011    |
| ------- | ------- | ------- | ------- | ------- | ------- | ------- | ------- | ------- |
| 209 303 | 208 440 | 214 176 | 222 254 | 231 962 | 229 650 | 229 732 | 235 867 | 239 695 |

| 2016    | 2021    | 2022    | - | - | - | - | - | - |
| ------- | ------- | ------- | - | - | - | - | - | - |
| 237 242 | 234 296 | 233 920 | - | - | - | - | - | - |

C'est un département rural, dont la population urbaine ne représente que 44 % du total (101 078 habitants). La densité de 43,6 habitants par km2 en 2022 n'atteint pas la moitié de la moyenne nationale (107,1 habitants par km2).
Comme la plupart des départements ruraux, il a connu une forte baisse de sa population. De près de 350 000 habitants au milieu du XIXe siècle, puis 272 891 en 1896, le chiffre de la population est tombé à 250 000 à la veille de la Première Guerre mondiale, et à peine plus de 200 000 au lendemain de la Seconde Guerre mondiale. La population a alors un peu augmenté jusqu'à la fin des années 1970, atteignant 229 891 en 1999 (-1,04 % entre 1982 et 1990, 0 % entre 1990 et 1999). Aujourd'hui la plupart des villes, déjà peu peuplées, voient leur population diminuer. Seul le nord-est du département, près de Belfort, et les cantons limitrophes de l'agglomération de Besançon, connaissent encore un certain dynamisme démographique.

#### Communes les plus peuplées
| Nom                       | Code Insee | Intercommunalité       | Superficie (km2) | Population (dernière pop. légale) | Densité (hab./km2) | Modifier                                    |
| ------------------------- | ---------- | ---------------------- | ---------------- | --------------------------------- | ------------------ | ------------------------------------------- |
| Vesoul                    | 70550      | CA de Vesoul           | 9,07             | 15 306 (2022)                     | 1 688              | modifier les données · modifier les données |
| Héricourt                 | 70285      | CC du pays d'Héricourt | 21,04            | 10 525 (2022)                     | 500                | modifier les données · modifier les données |
| Lure                      | 70310      | CC du pays de Lure     | 24,31            | 7 912 (2022)                      | 325                | modifier les données · modifier les données |
| Luxeuil-les-Bains         | 70311      | CC du Pays de Luxeuil  | 21,81            | 6 674 (2022)                      | 306                | modifier les données · modifier les données |
| Gray                      | 70279      | CC Val de Gray         | 20,26            | 5 455 (2022)                      | 269                | modifier les données · modifier les données |
| Fougerolles-Saint-Valbert | 70245      | CC de la Haute Comté   | 55,02            | 3 777 (2022)                      | 69                 | modifier les données · modifier les données |
| Champagney                | 70120      | CC Rahin et Chérimont  | 36,71            | 3 674 (2022)                      | 100                | modifier les données · modifier les données |
| Échenoz-la-Méline         | 70207      | CA de Vesoul           | 8,09             | 3 187 (2022)                      | 394                | modifier les données · modifier les données |
| Port-sur-Saône            | 70421      | CC Terres de Saône     | 24,59            | 2 966 (2022)                      | 121                | modifier les données · modifier les données |
| Saint-Loup-sur-Semouse    | 70467      | CC de la Haute Comté   | 16,54            | 2 842 (2022)                      | 172                | modifier les données · modifier les données |
| Ronchamp                  | 70451      | CC Rahin et Chérimont  | 23,54            | 2 745 (2022)                      | 117                | modifier les données · modifier les données |
| Vaivre-et-Montoille       | 70513      | CA de Vesoul           | 8,48             | 2 436 (2022)                      | 287                | modifier les données · modifier les données |
| Rioz                      | 70447      | CC du Pays Riolais     | 17,20            | 2 432 (2022)                      | 141                | modifier les données · modifier les données |
| Arc-lès-Gray              | 70026      | CC Val de Gray         | 12,10            | 2 410 (2022)                      | 199                | modifier les données · modifier les données |
| Noidans-lès-Vesoul        | 70388      | CA de Vesoul           | 8,64             | 1 979 (2022)                      | 229                | modifier les données · modifier les données |

| Vesoul Gray Luxeuil-les-Bains Lure Héricourt Saint-Loup-sur-Semouse Fougerolles Champagney Ronchamp Arc-lès-Gray Port-sur-Saône Échenoz-la-Méline Vaivre-et-Montoille Rioz Noidans-lès-Vesoul Froideconche Plancher-Bas Saint-Sauveur Mélisey Navenne |

### Festivités
De nombreuses manifestations culturelles et festivals sont régulièrement programmés dans des communes du département.
À Vesoul, l'événement le plus notable est le festival international des cinémas d'Asie, festival de cinéma créé en 1995, qui présente environ 90 films sur plusieurs pays d'Asie et accueillant chaque année en février plus de 30 000 visiteurs,. Le festival Jacques Brel est un concours musical fondé en 2000 se tenant tous les ans au théâtre Edwige-Feuillère,. Créé en 1295, la foire de la Sainte-Catherine est une foire commerçante qui se déroule tous les 25 novembre à Vesoul et réunissant plus de 800 stands et plus de 50 000 visiteurs,. Enfin, le festival itinérant Le Rendez-vous favorise depuis cinq ans l'accès à la musique classique en milieu rural en organisant 5 concerts dans 5 villages de Haute-Saône la dernière semaine du mois d'août.
D'autres événements culturels sont organisés dans des villes haut-saônoises comme Les Journées Artisanales et Artistiques de Fondremand, Les Pluralies de Luxeuil-les-Bains, le festival Rolling Saône de Gray, le Festival en Arc d'Arc-lès-Gray et le cirque équestre Pagnozoo.

### Sport

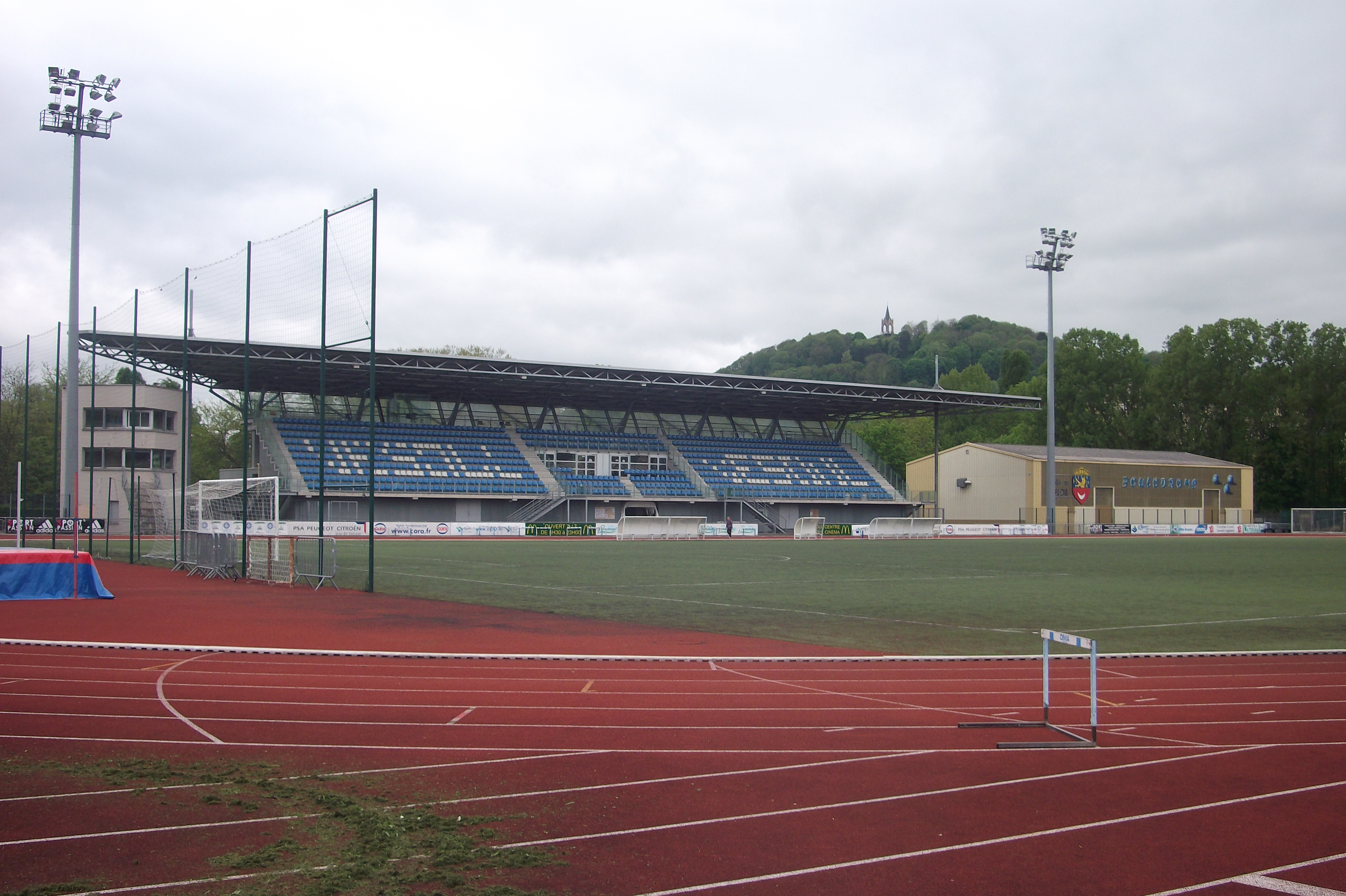
Stade René-Hologne de Vesoul.

La Haute-Saône compte un certain nombre de clubs de sport et d'équipements sportifs, dont la majorité sont réunis à Vesoul, qui a été élue « Ville la plus sportive de France » en 2001. Les clubs sportifs haut-saônois les plus notables sont le Football Club de Vesoul, le Cercle sportif Vesoul Haute-Saône, l'Avant-garde de la Motte de Vesoul ou encore le Tri Val de Gray.
Les principales installations sportives sont le stade René-Hologne, la maison des associations à Vesoul et le complexe sportif des Merises à Luxeuil-les-Bains.
Le cyclisme à la Planche des Belles Filles est particulièrement pratiqué à partir du début des années 2010, notamment dans le cadre du Tour de France.

### Santé
- Groupe hospitalier de la Haute-Saône
  - Centre hospitalier de Vesoul
  - Centre hospitalier de Gray
  - Site de Lure
  - Site de Luxeuil-les-Bains
- Centre hospitalier spécialisé de Saint-Rémy et Nord Franche-Comté

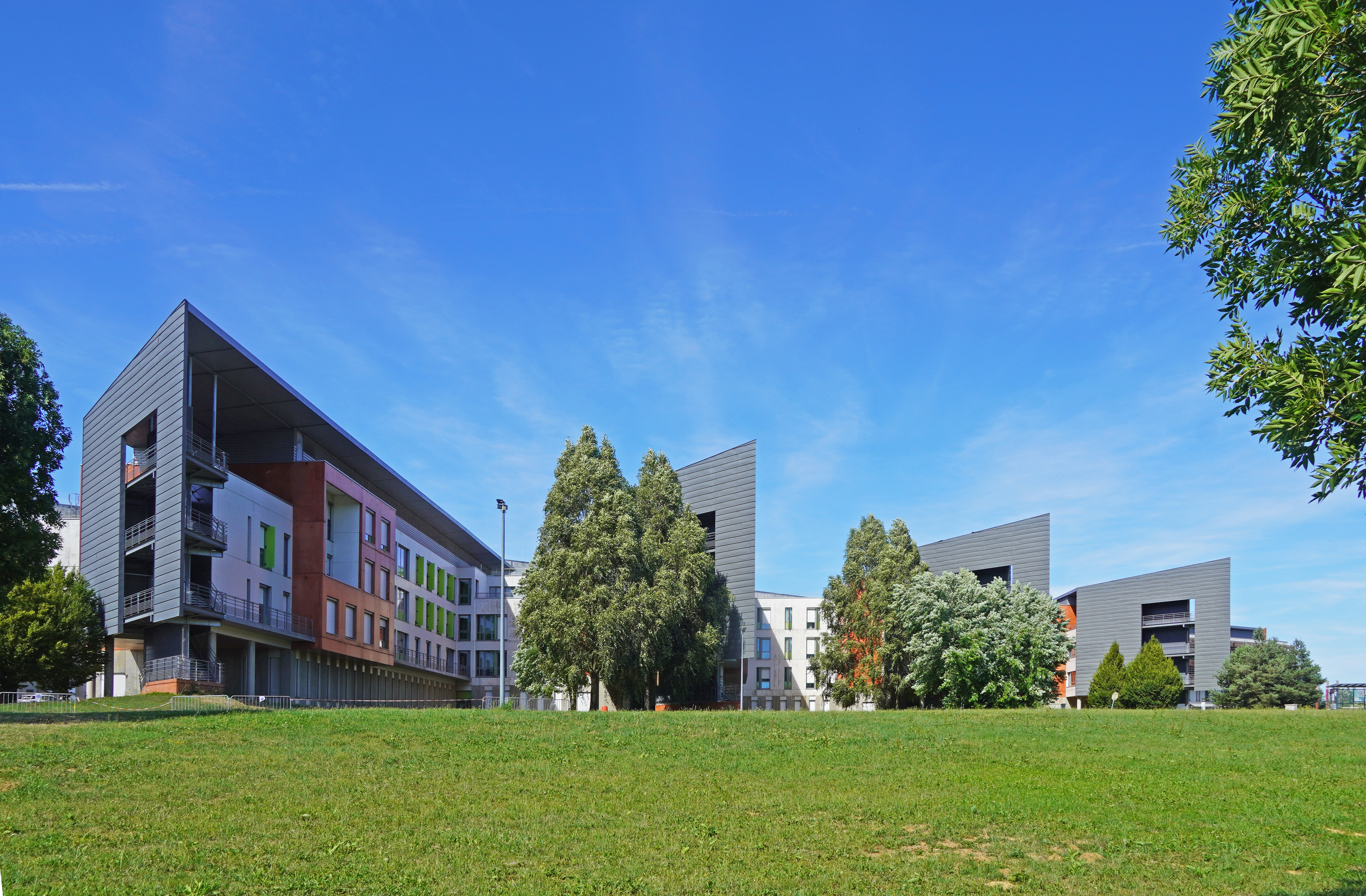
L'hôpital de Vesoul.
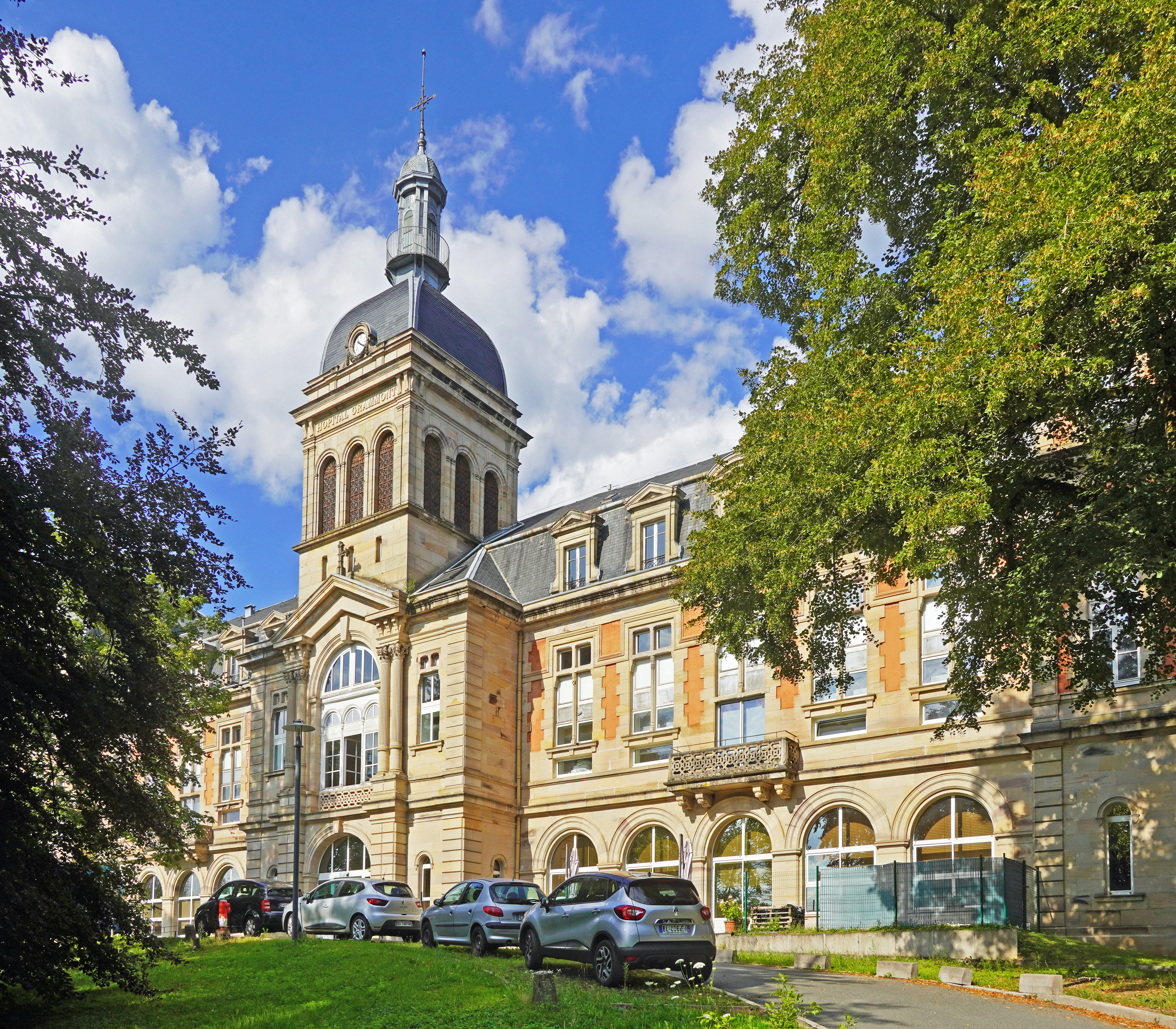
L'hôpital de Luxeuil.
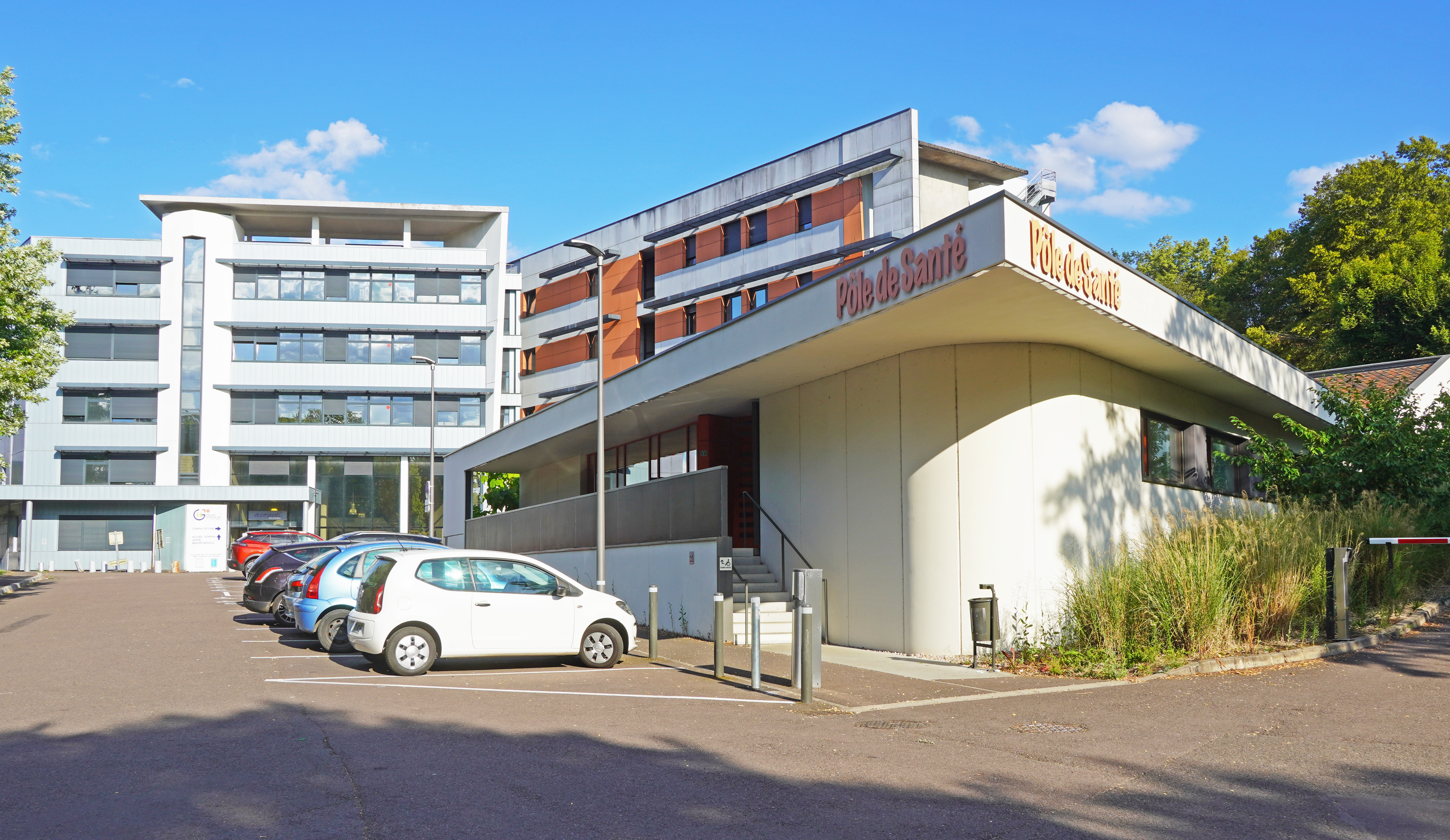
L'hôpital de Lure.
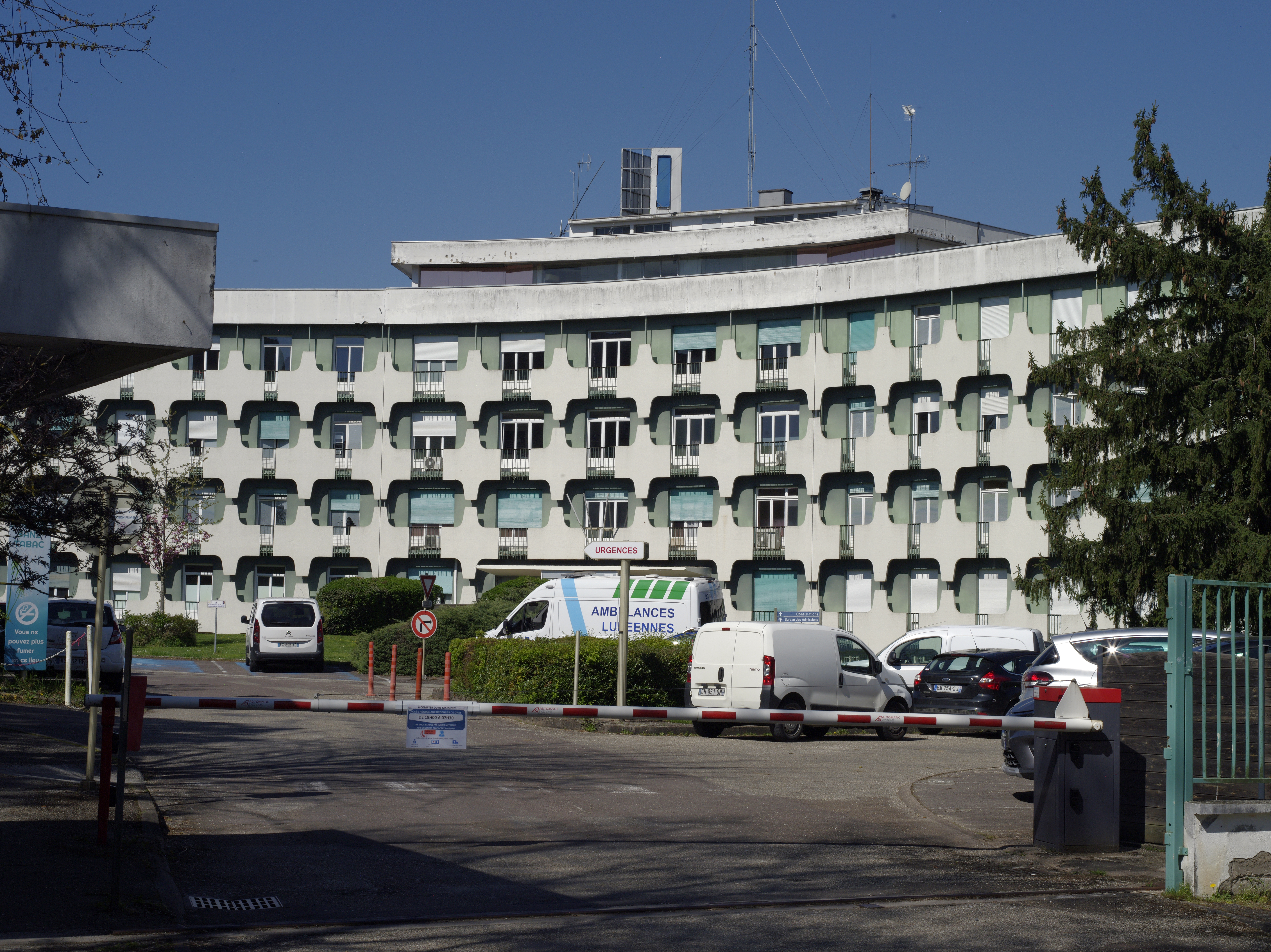
L'hôpital de Gray.

### Religion
- Diocèse de Vesoul

## Économie

### Entreprises et secteurs d'activités
Département très rural, il n'est pourtant pas un département agricole. C'est un département de tradition industrielle et en particulier de tradition métallurgique ancienne. Son passé économique a également été très marqué par les houillères de Ronchamp. Les principales entreprises du département : Usine PSA de Vesoul (3 000 salariés) et Parisot Meubles.
Activité économique :
- agriculture : 4 919 emplois ;
- construction : 4 504 emplois ;
- secteur industriel : 18 747 emplois ;
- secteur tertiaire : 44 865 emplois.

En 2010, la médiane du revenu fiscal des ménages par unité de consommation du département s'élevait à 17 242 euros, cachant des disparités importantes, de Raincourt (12 245 euros) à Errevet (25 901 euros).

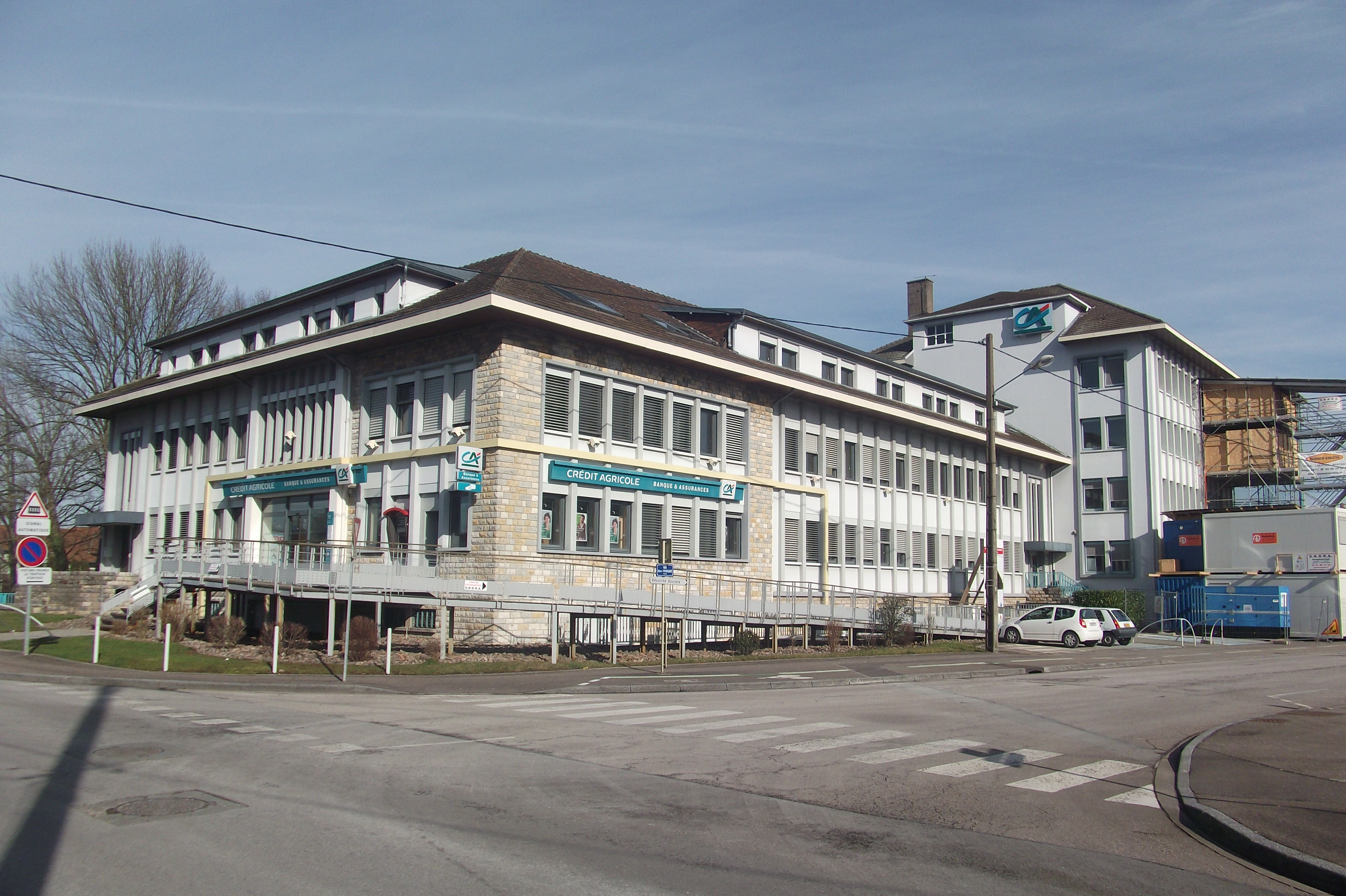
Siège du Crédit Agricole de Haute-Saône à Vesoul.
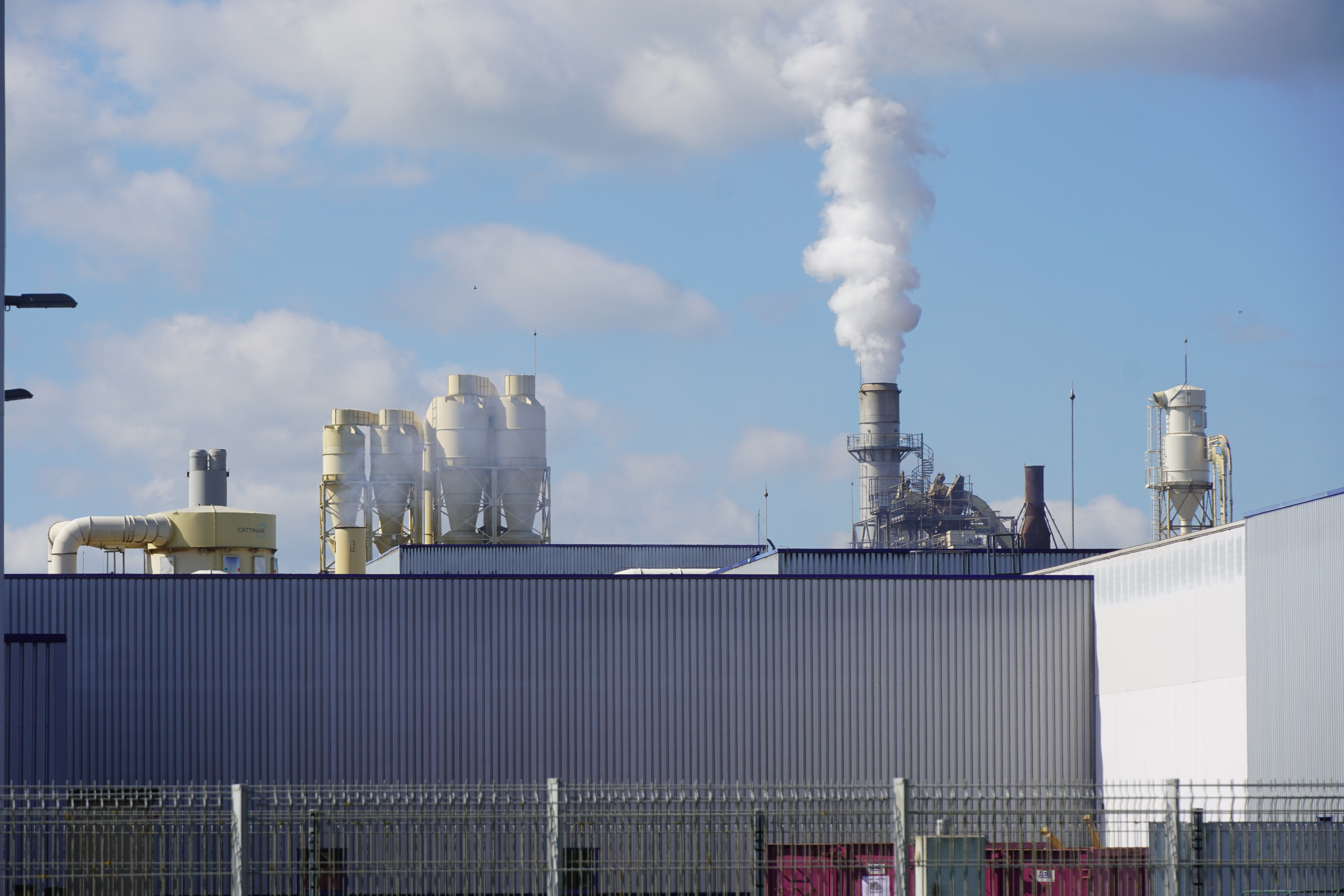
Usine Parisot à Lure.
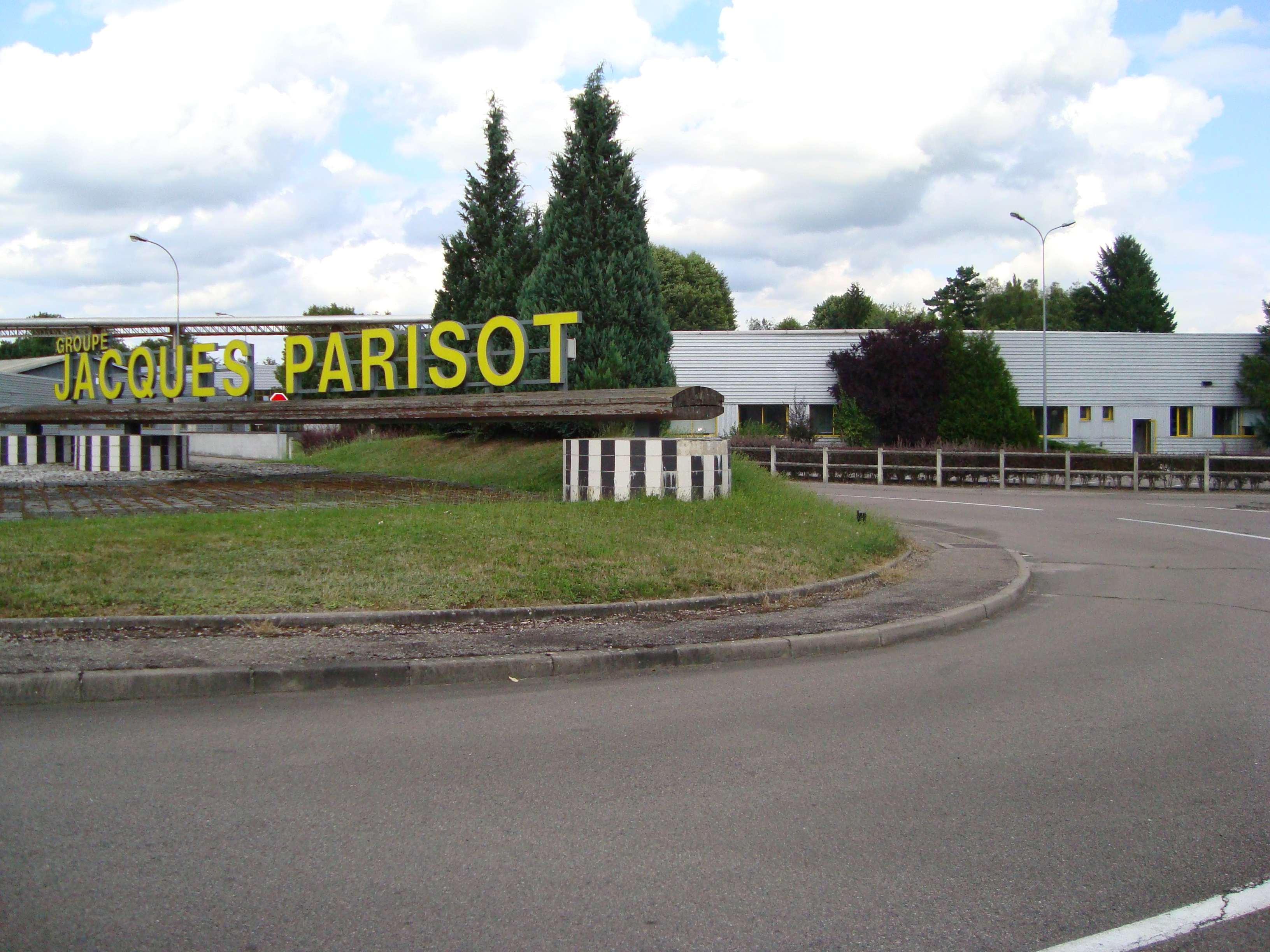
Usine Parisot à Saint-Loup-sur-Semouse.
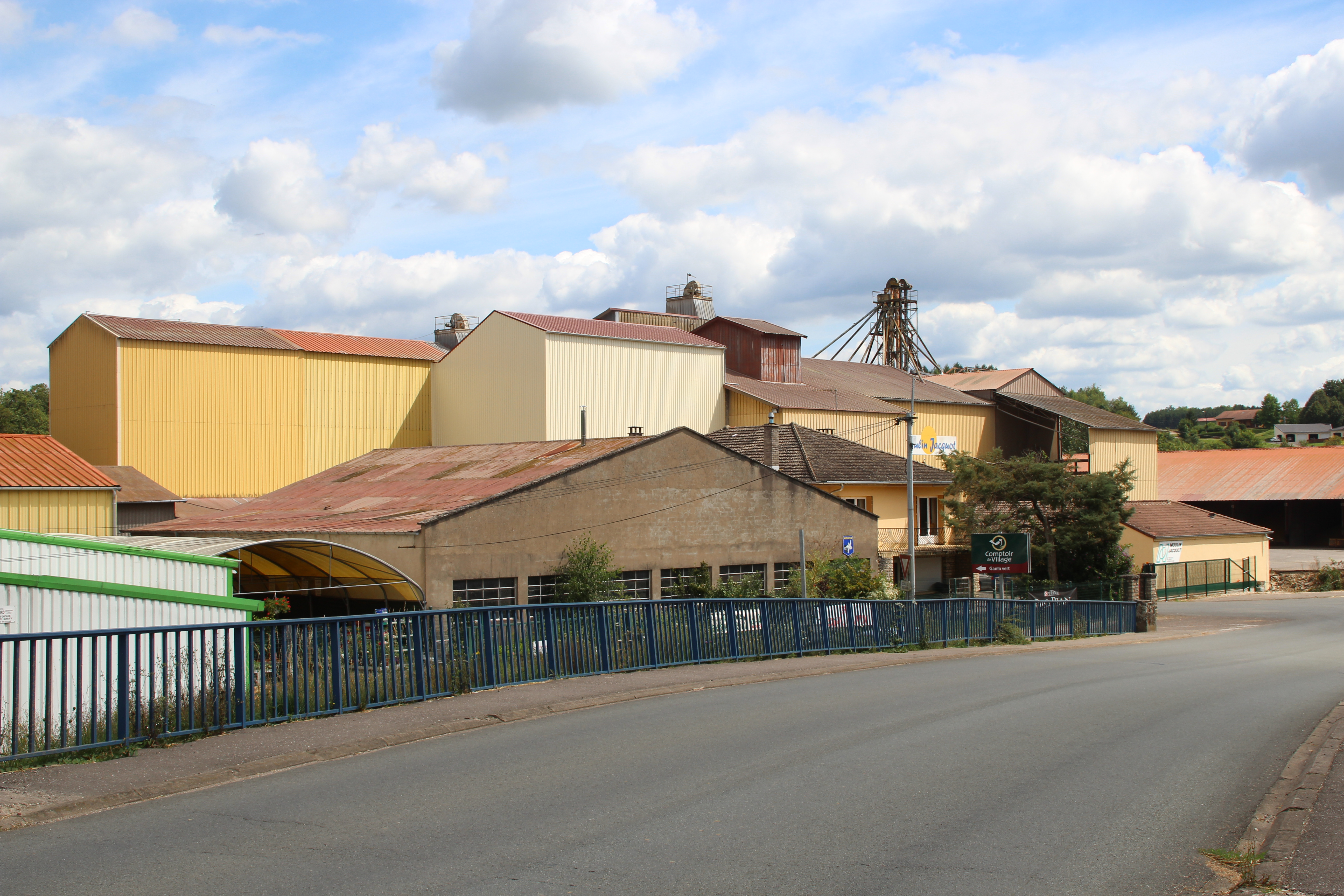
Moulin Jacquot à Corre.

### Tourisme

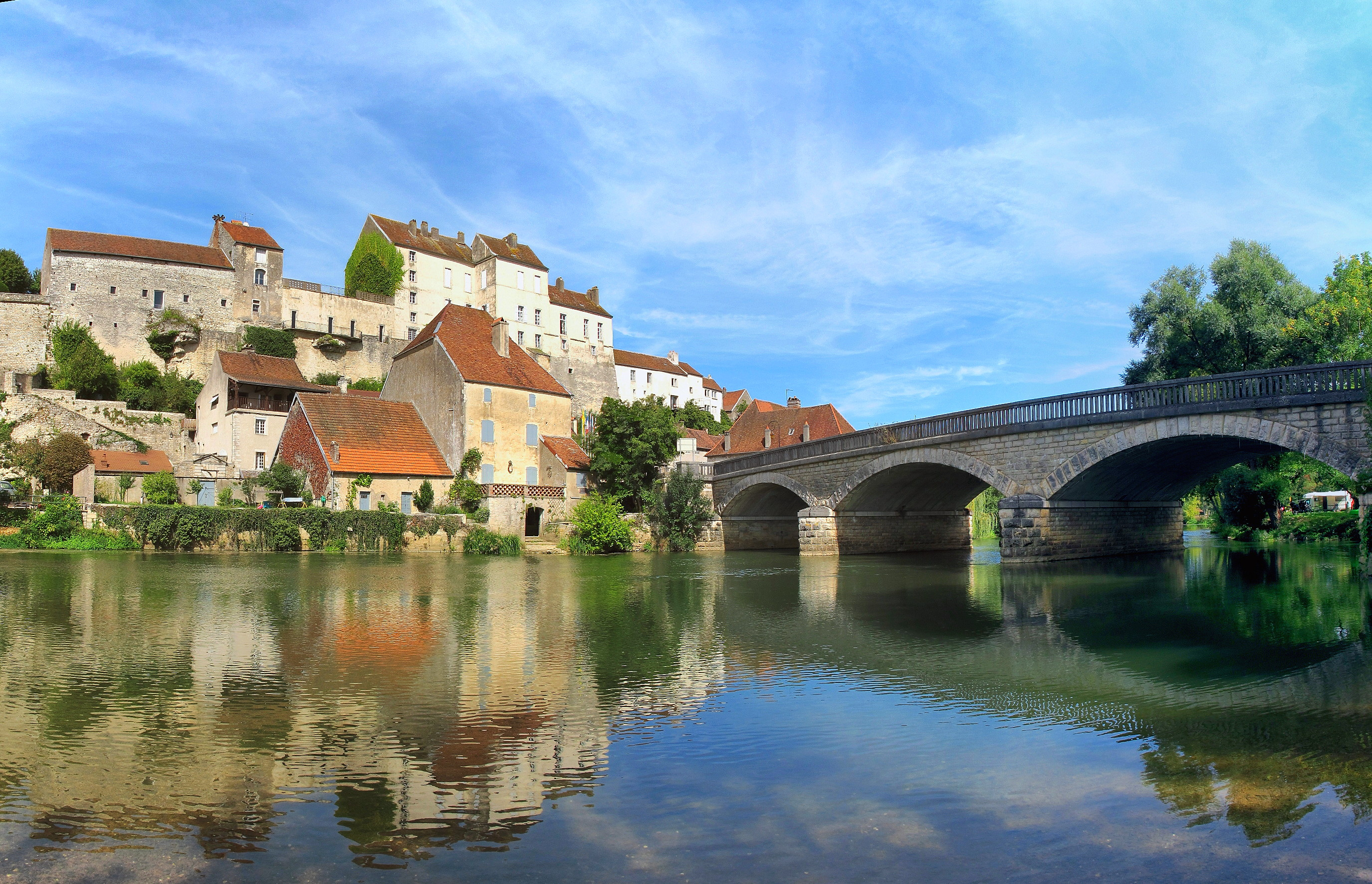
Village de Pesmes.

La Haute-Saône est mondialement connue grâce à la chapelle Notre-Dame-du-Haut érigée en 1955 par Le Corbusier au sommet de la colline de Bourlémont à Ronchamp et classée au patrimoine mondial de l'UNESCO. Le département possède un riche patrimoine, notamment construit aux XVIIIe et XIXe siècles, période faste pour ce territoire (églises avec leurs retables classiques et baroques, bâtiments et ouvrages publics, châteaux et demeures). Seize bourgs et villages font partie du réseau des « Cités de Caractère de Bourgogne-Franche-Comté » : Bucey-lès-Gy, Champlitte, Chariez, Gy, Gray, Faverney, Fondremand, Jussey, Marnay, Montbozon, Pesmes, Ray-sur-Saône, Scey-sur-Saône, Vauvillers et Villersexel.
La Région des Mille étangs est fréquemment survolée pour ses paysages.

## Culture et patrimoine

### Langue
En 1835, d'après Abel Hugo, la langue usitée dans les villes du département était un dialecte du franc-comtois qui connaissait plusieurs variétés et qui offrait, de commune à commune, de notables différences.

### Patrimoine architectural
La Haute-Saône totalise 359 immeubles protégés au titre des monuments historiques, dont 95 classés et 264 inscrits (au 31 décembre 2011).

#### Édifices civils
La Haute-Saône compte plusieurs dizaines de châteaux (château de Champlitte, château de Villersexel, château d'Oricourt, Château d'Héricourt), d'hôtels particuliers (hôtel de Magnoncourt, hôtel Pétremand, hôtel Baressols), de fermes (ferme de Laine, ferme-distillerie du Petit-Fahys), de fontaines (Grande fontaine de Gy, Fontaine-lavoir du Savourot), de cimetières (Ancien cimetière de Vesoul, de Mélecey et d'Aillevans) et des édifices industriels (chevalement du puits Sainte-Marie, ruines du puits Arthur-de-Buyer et de la cokerie-lavoir du Chanois, saline de Mélecey, filature de Demangevelle, filature de Ronchamp, forge-fonderie de Baignes, forges de Varigney, forges de Pesmes et forges d'Échalonge et cabane de charbonnier d'Aubertans).

Châteaux.
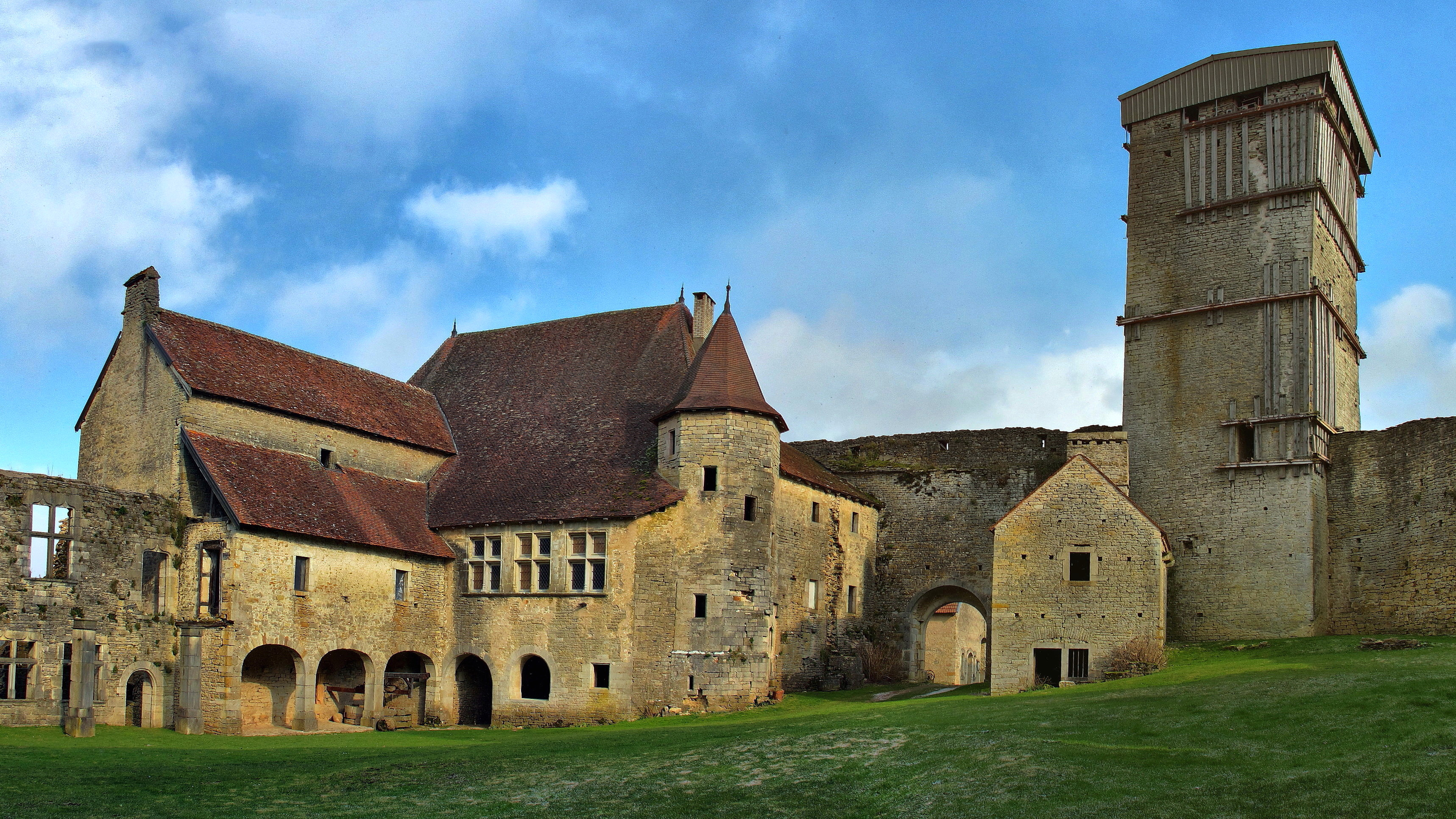
Château d'Oricourt.
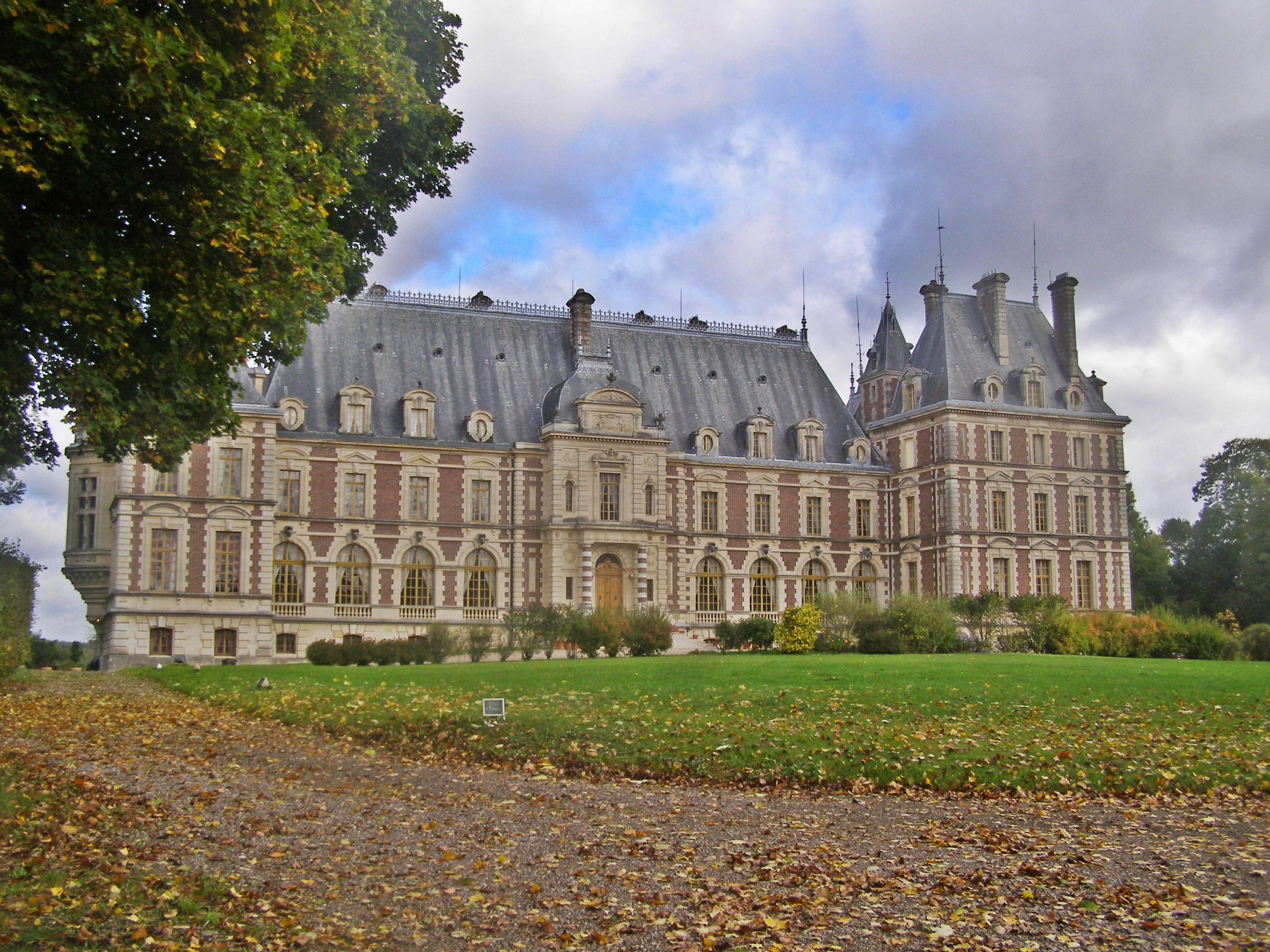
Château de Villersexel.
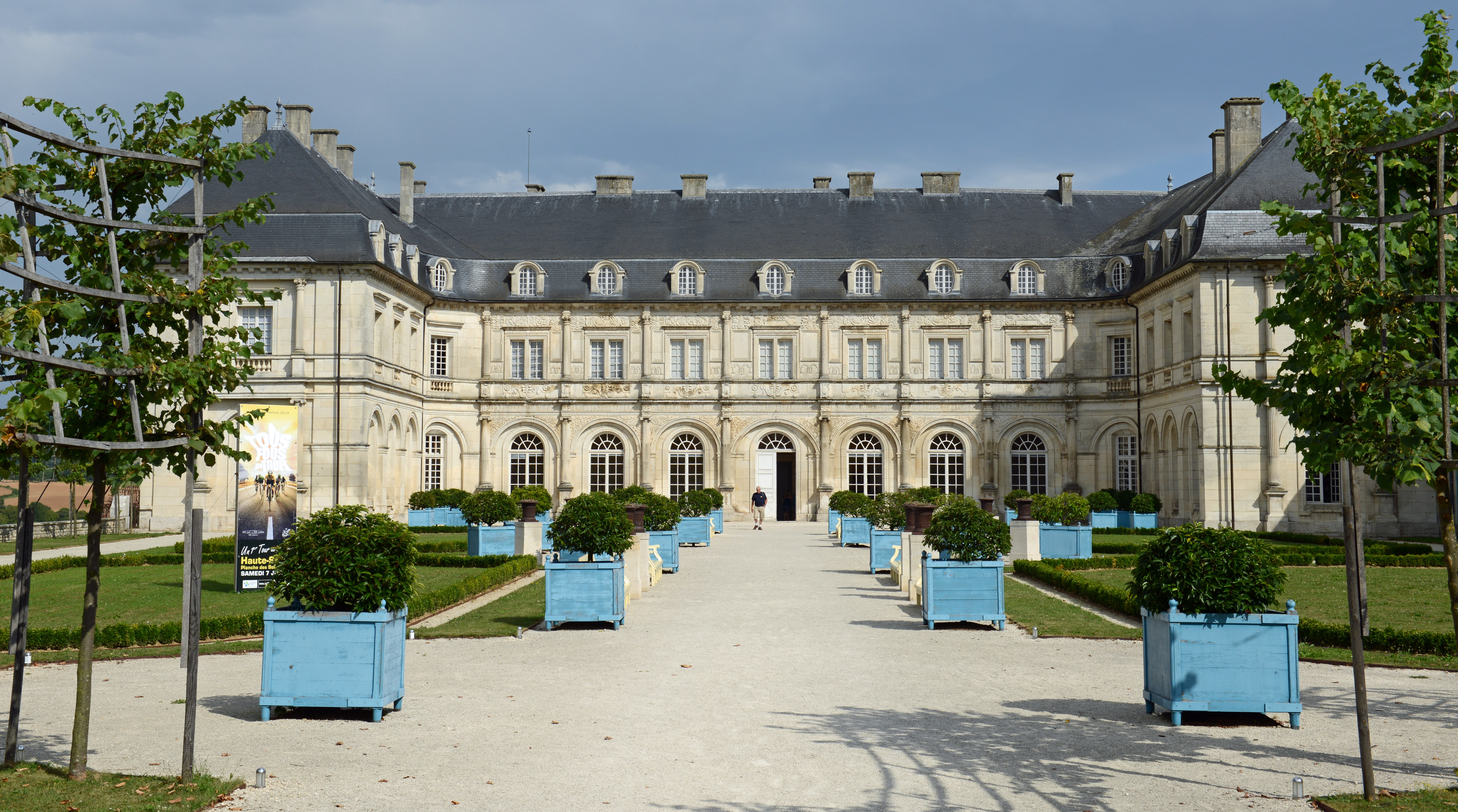
Château de Champlitte.

Patrimoine industriel.
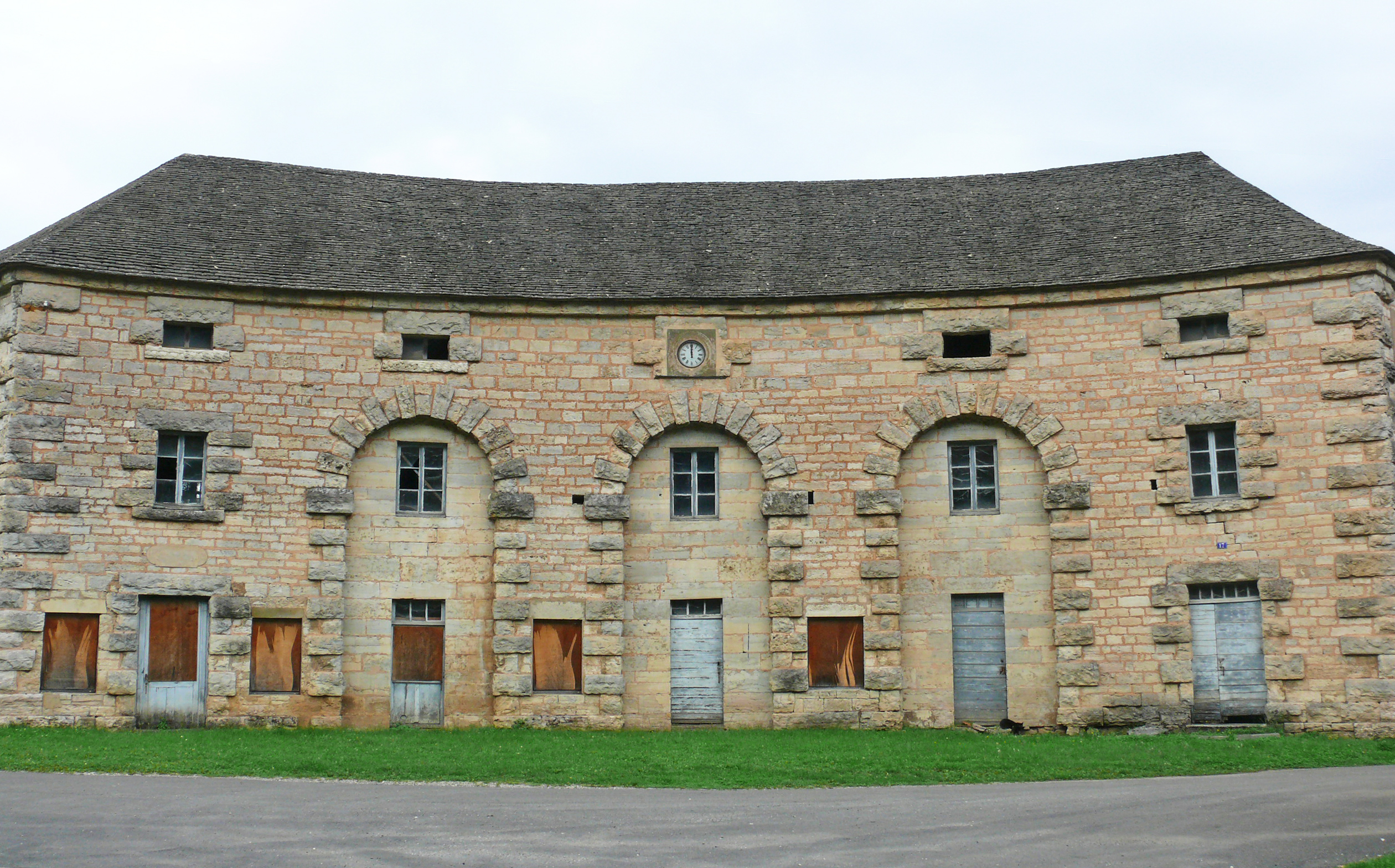
Forges de Baignes.
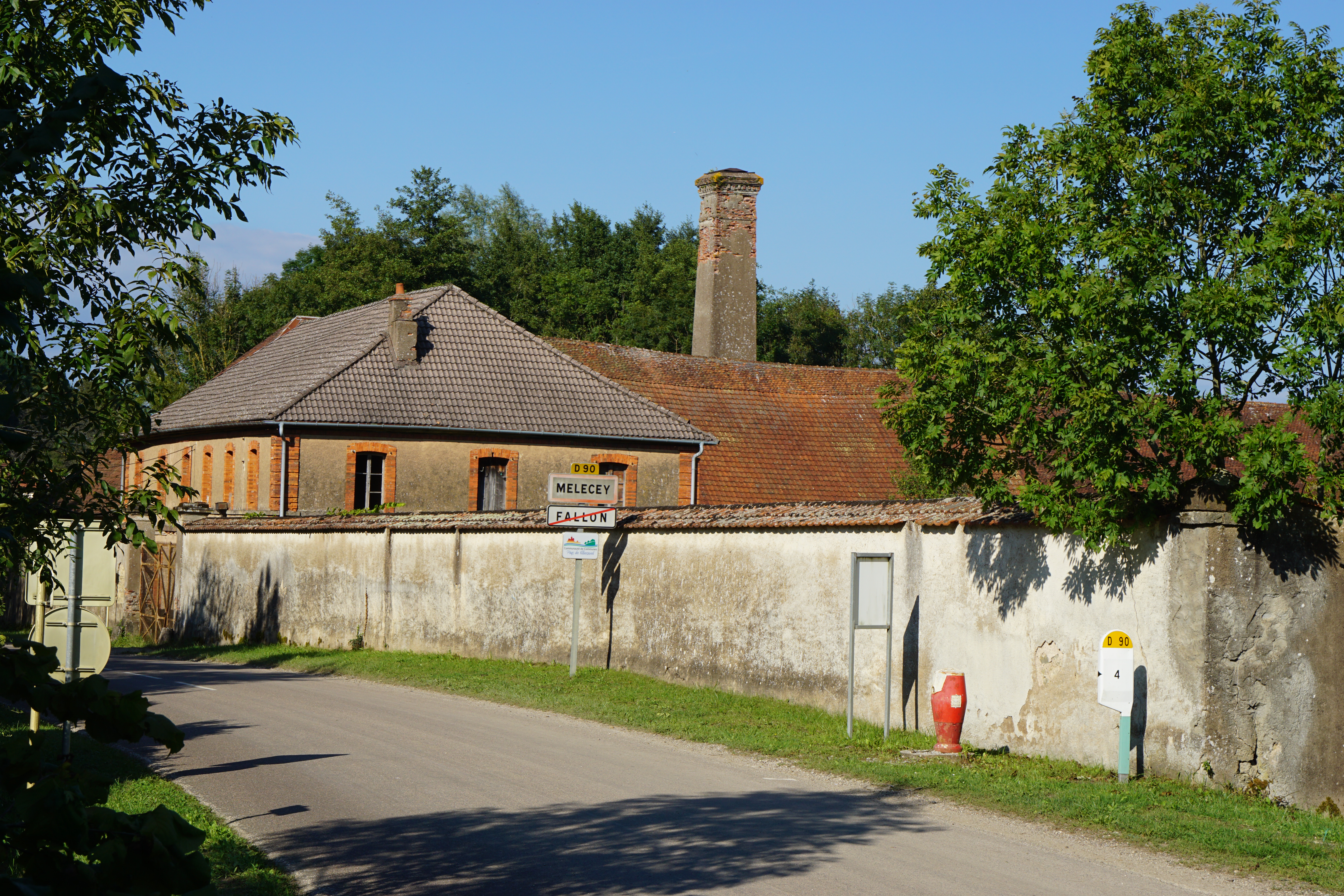
Saline de Mélecey.
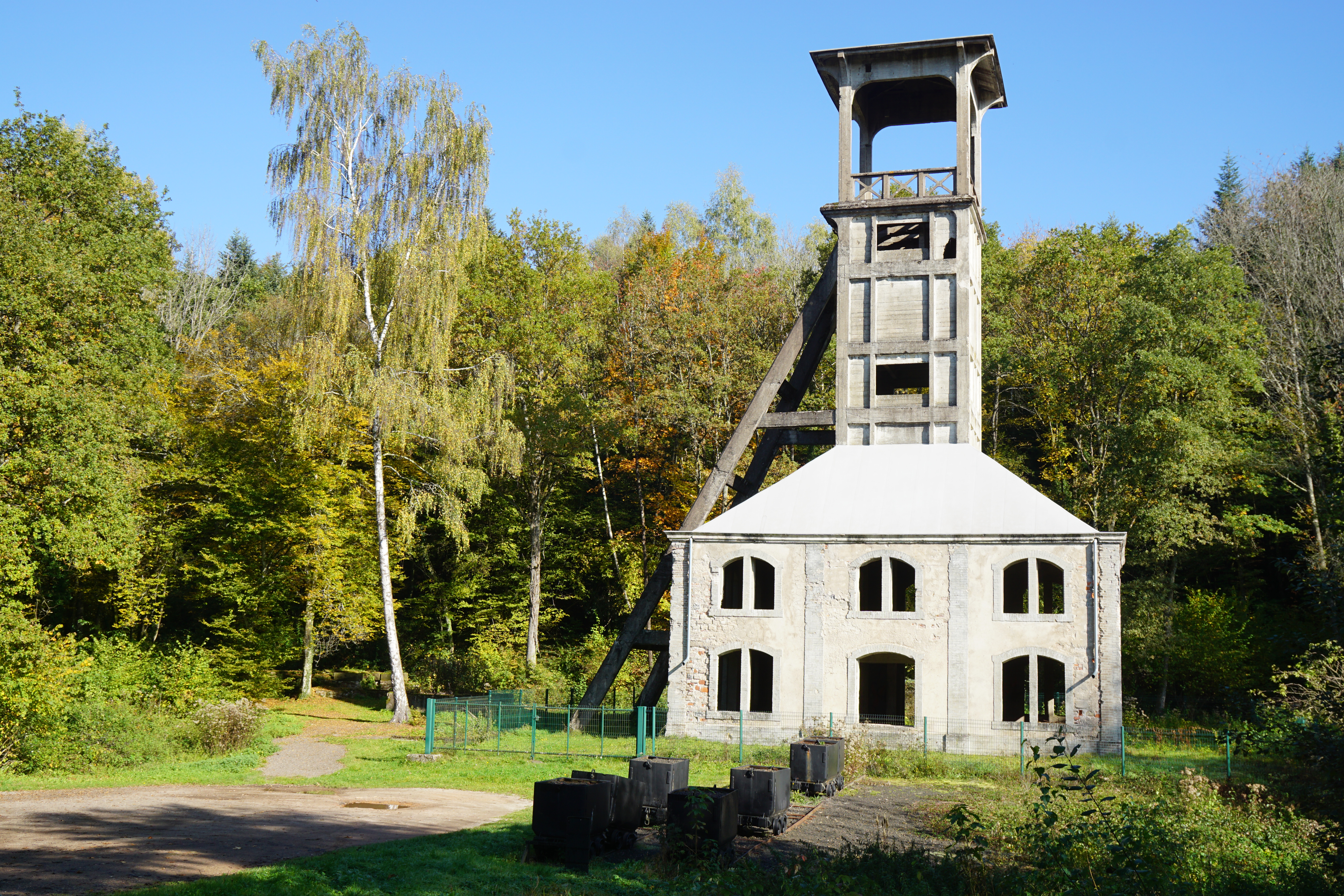
Chevalement du puits Sainte-Marie.

#### Monuments religieux
Le département de la Haute-Saône dispose d'un patrimoine religieux important.
Parmi les édifices les plus notables, se trouvent la basilique Notre-Dame de Gray, la basilique Saint-Pierre de Luxeuil-les-Bains et la chapelle Notre-Dame-du-Haut de Ronchamp.
Dans la ville de Vesoul, plusieurs bâtiments à vocation religieuse subsistent, comme l'église Saint-Georges, l'église du Sacré-Cœur, la chapelle Notre-Dame-de-la-Motte et le temple protestant. La synagogue de Vesoul demeure la seule synagogue édifiée dans le département.
Concernant les autres églises : église Saint-Didier d'Autrey-lès-Gray, église de l'Assomption de Chariez, église Saint-Maurice de Cirey-lès-Bellevaux, église Saint-Étienne d'Avrigney-Virey, église Saint-Georges de Confracourt, église Saint-Georges de Maizières, église Sainte-Marie-Madeleine de Grandecourt, église Saint-Pierre de Jussey, église Saint-Symphorien de Marnay, église Saint-Martin de Blondefontaine, église Saints-Pierre-et-Paul de Mélisey, église Saint-Pierre de Villers-lès-Luxeuil, église de la Décollation-de-Saint-Jean-Baptiste de Traves, église Saint-Laurent de Champagney, église de la Décollation-de-Saint-Jean-Baptiste de Saulnot, etc.

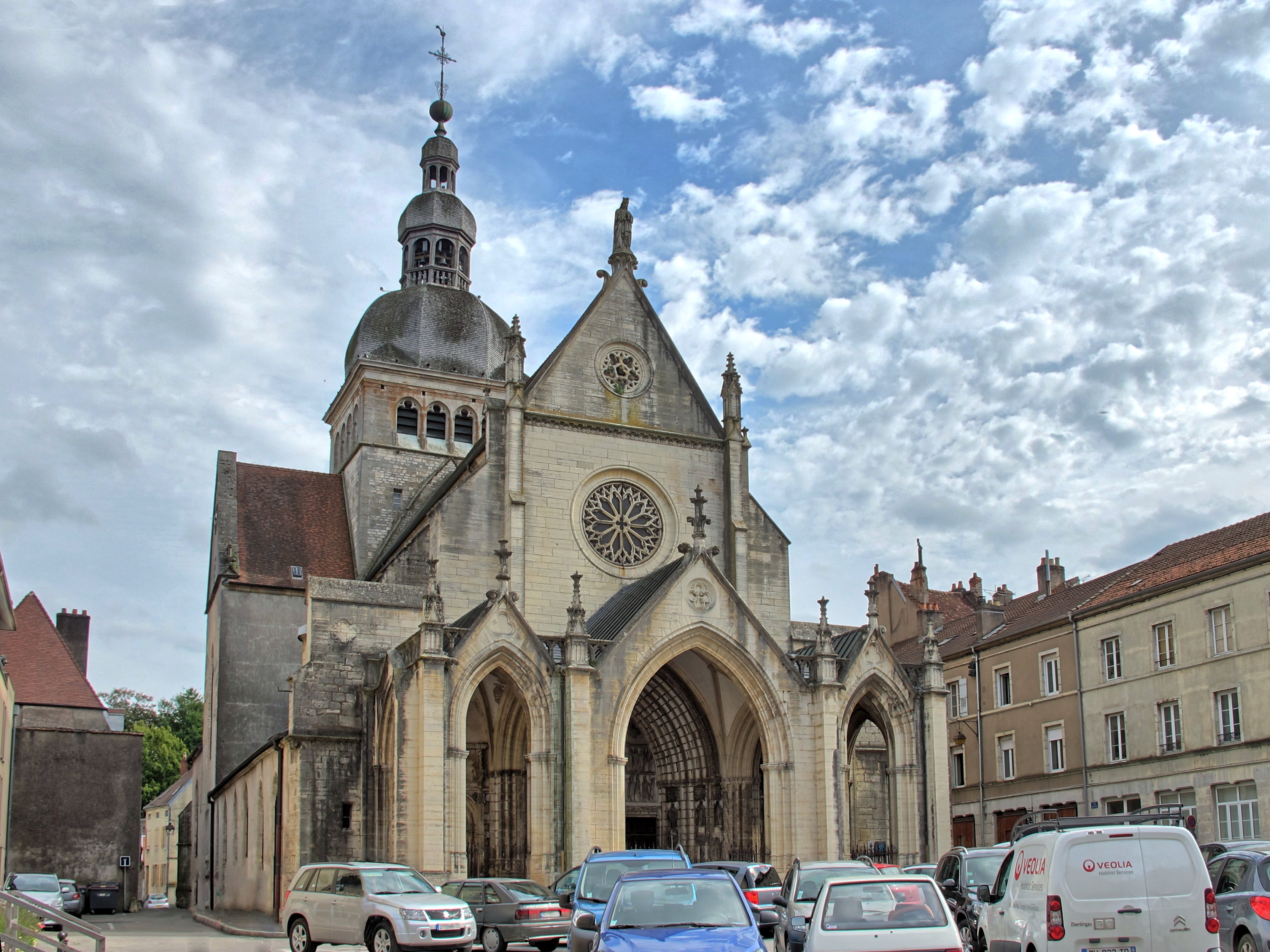
Basilique Notre-Dame de Gray.
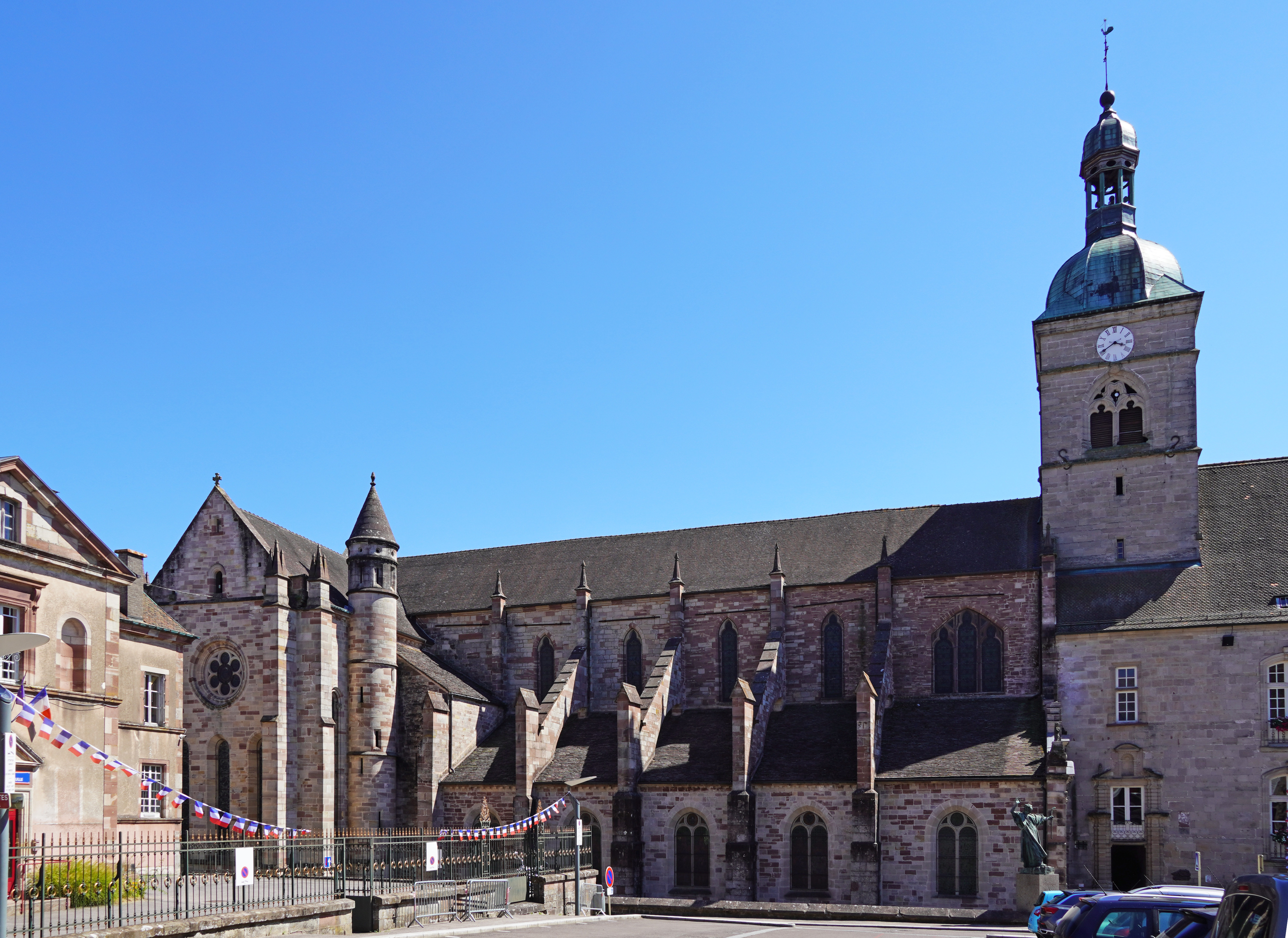
Basilique Saint-Pierre de Luxeuil-les-Bains.
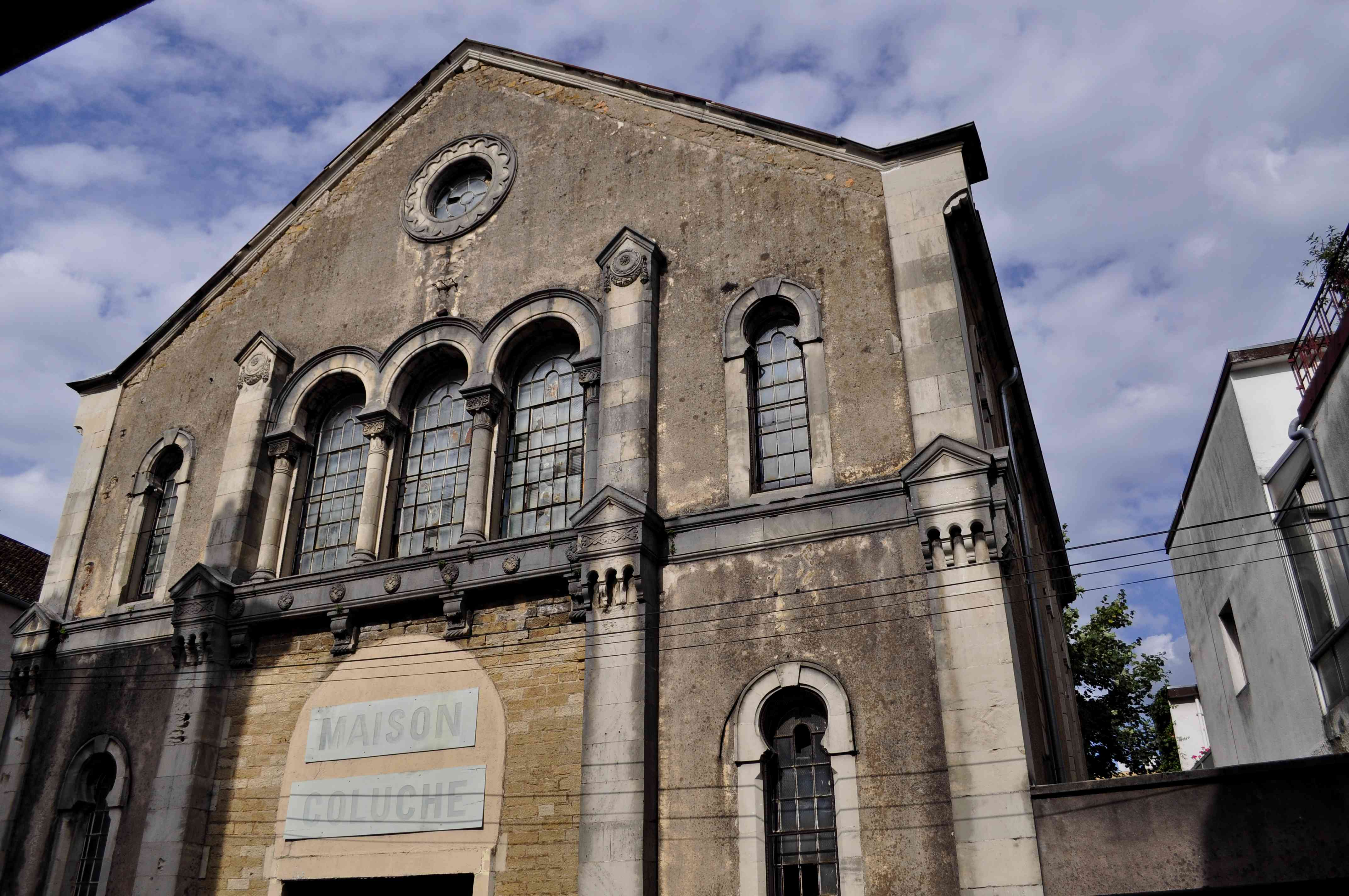
Synagogue de Vesoul.
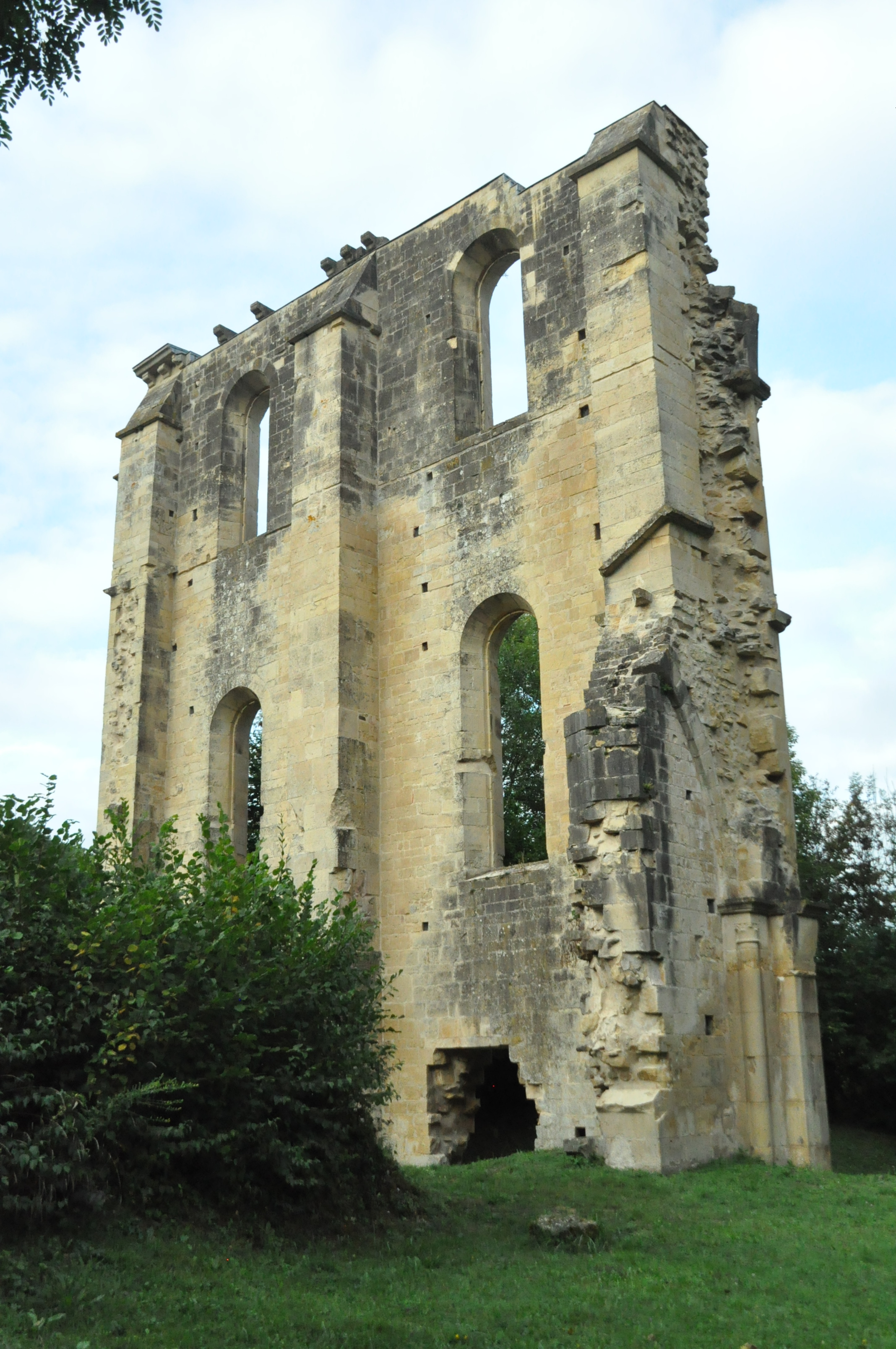
Abbaye de Cherlieu.
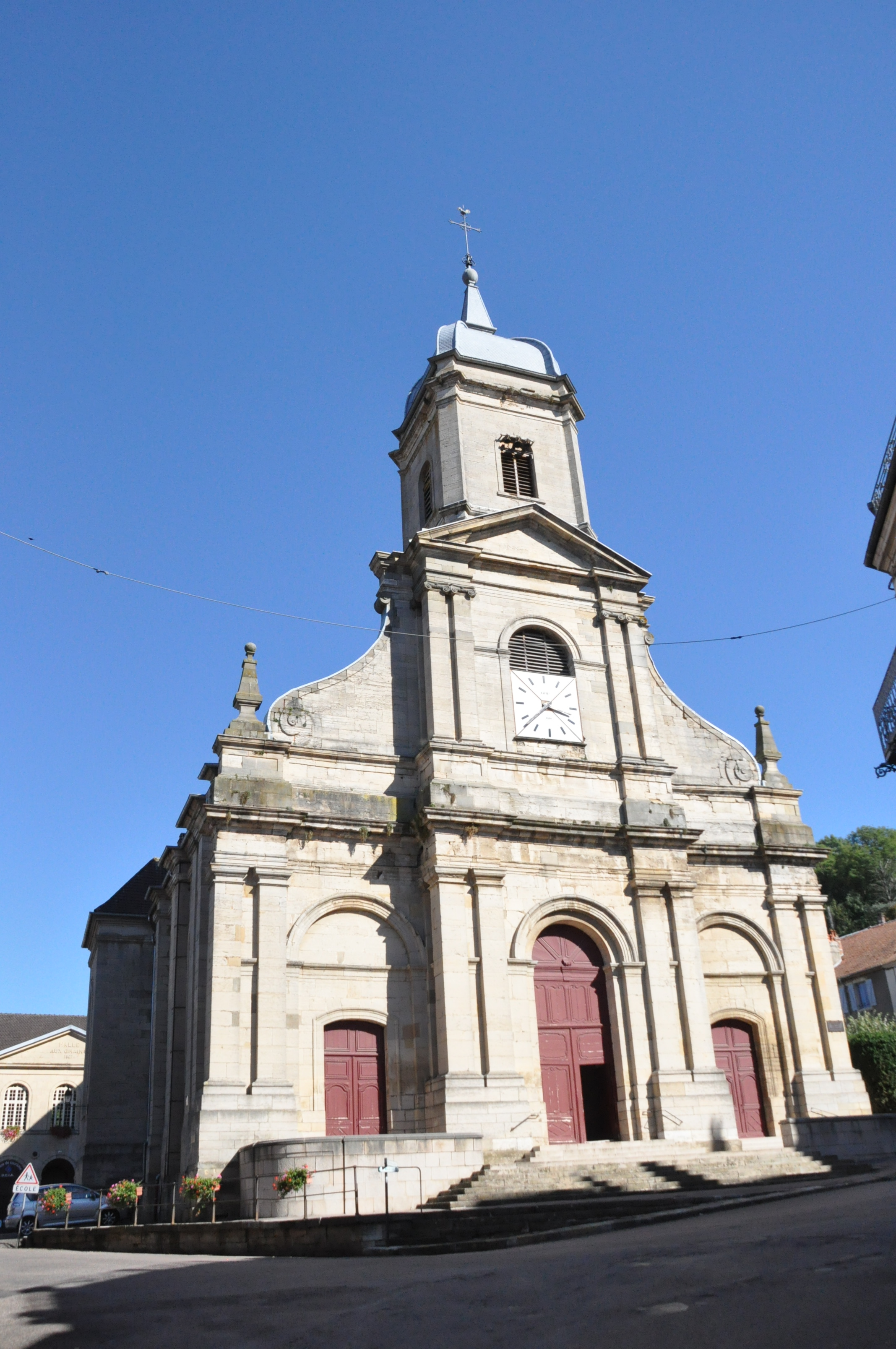
Église Saint-Pierre de Jussey.

### Patrimoine environnemental
- La Motte
- Sabot de Frotey
- Plateau de Cita
- Jardin anglais
- Région des Mille étangs
- Tourbière de la Grande Pile.
- Vosges saônoises
- Planche des Belles Filles
- Réserve naturelle des Ballons Comtois
- Parc naturel régional des Ballons des Vosges

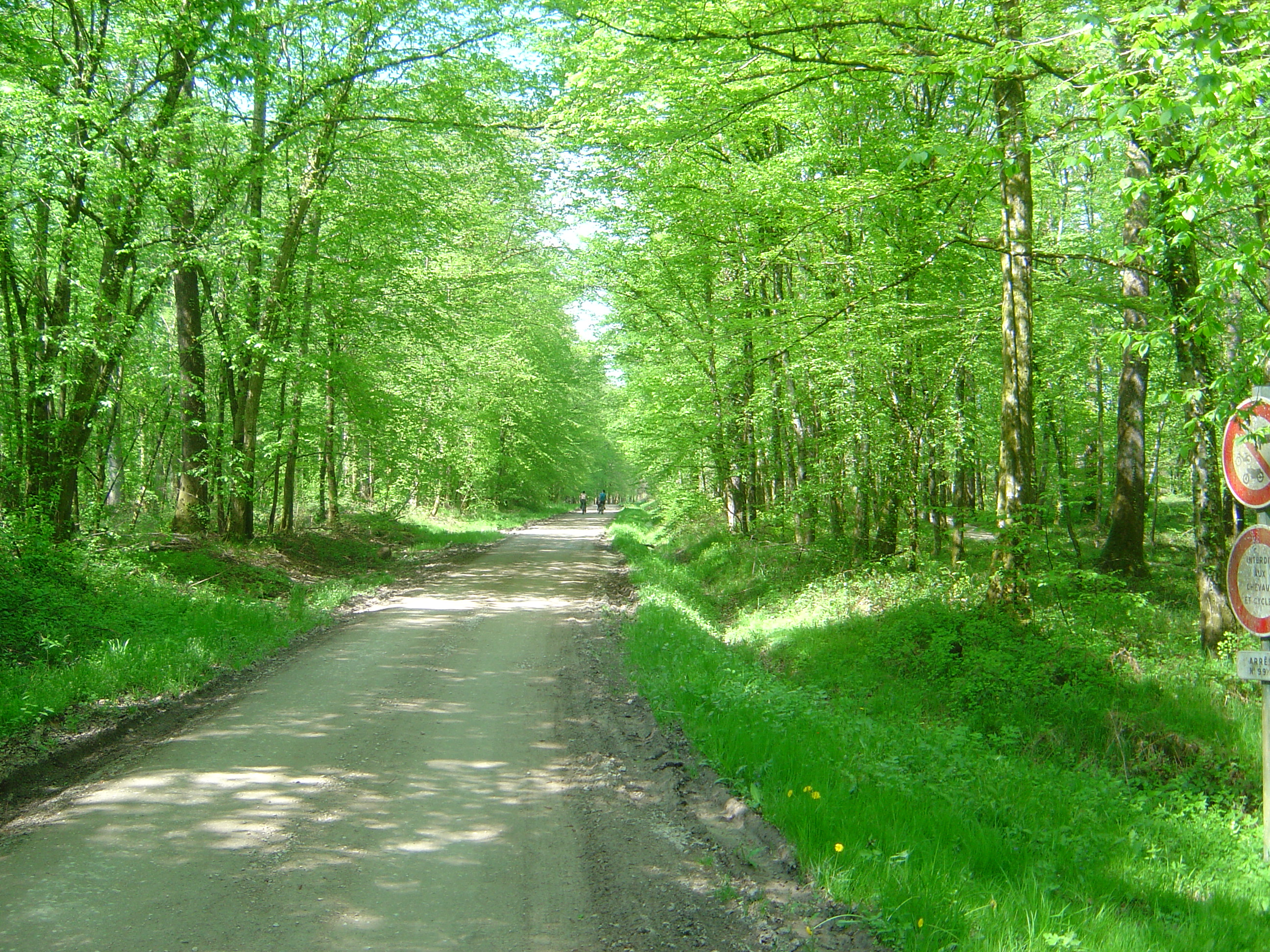
Chemin de forêt de Vy-lès-Lure.
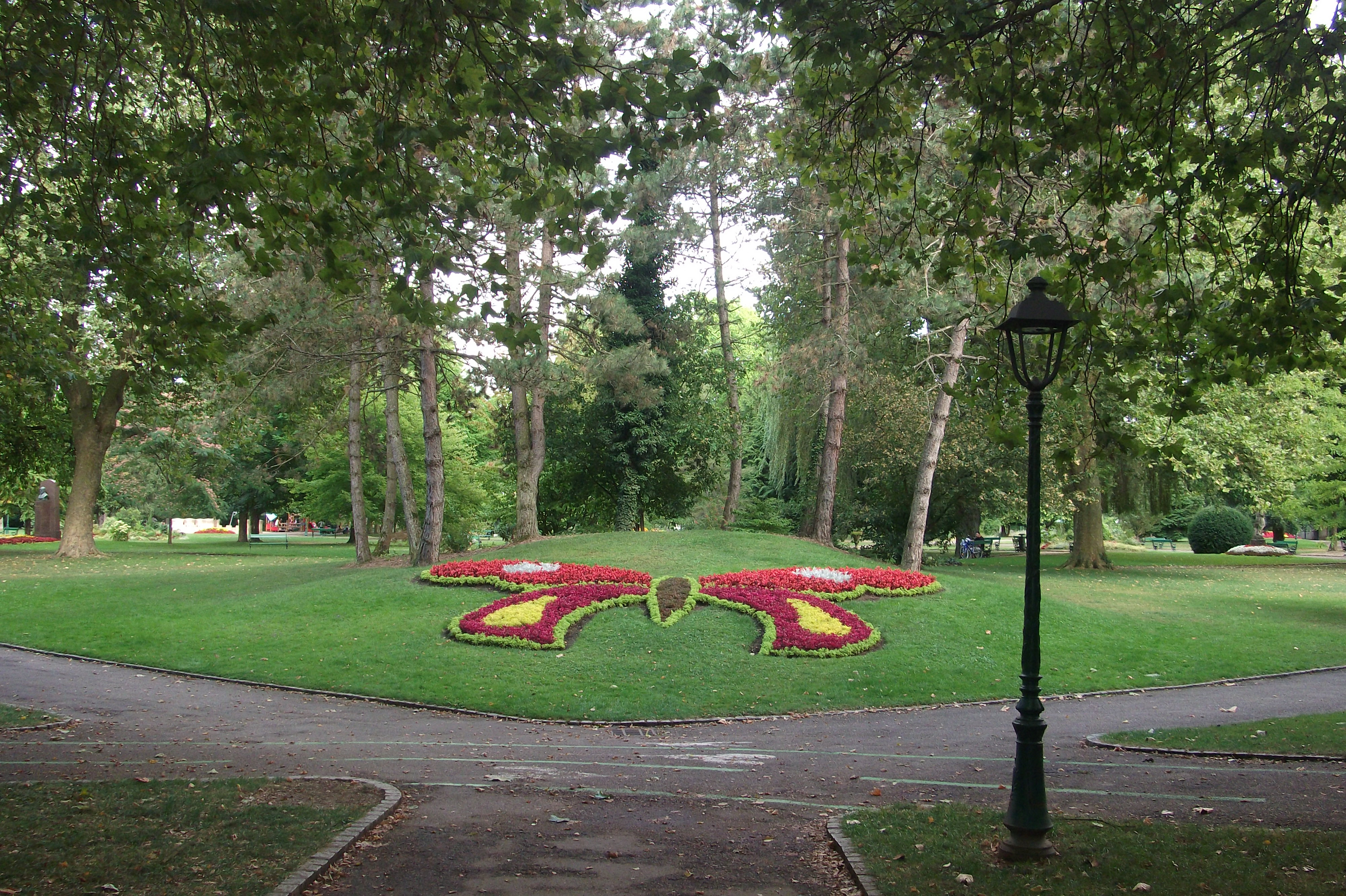
Jardin anglais.
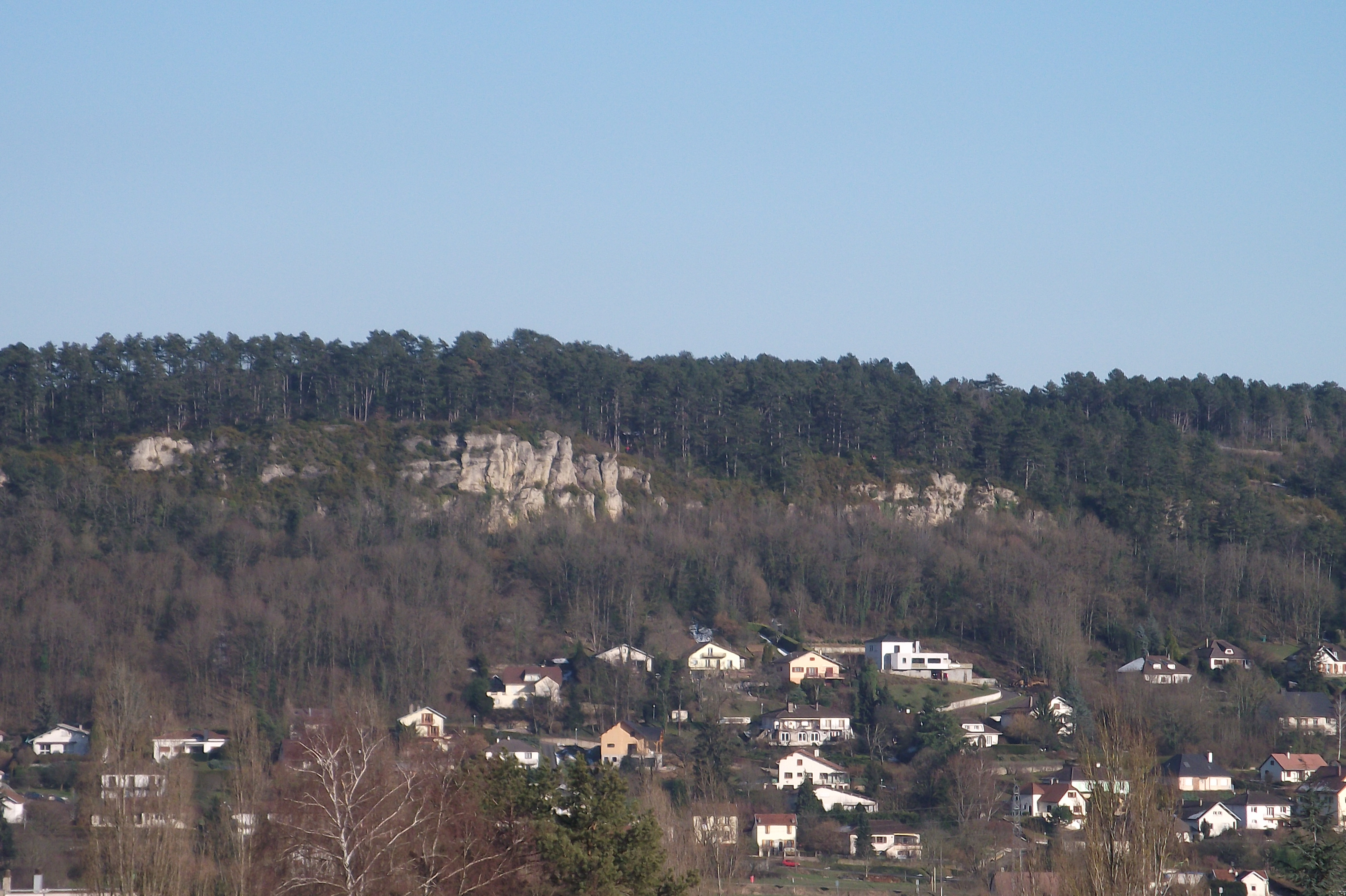
Réserve naturelle nationale du Sabot de Frotey.
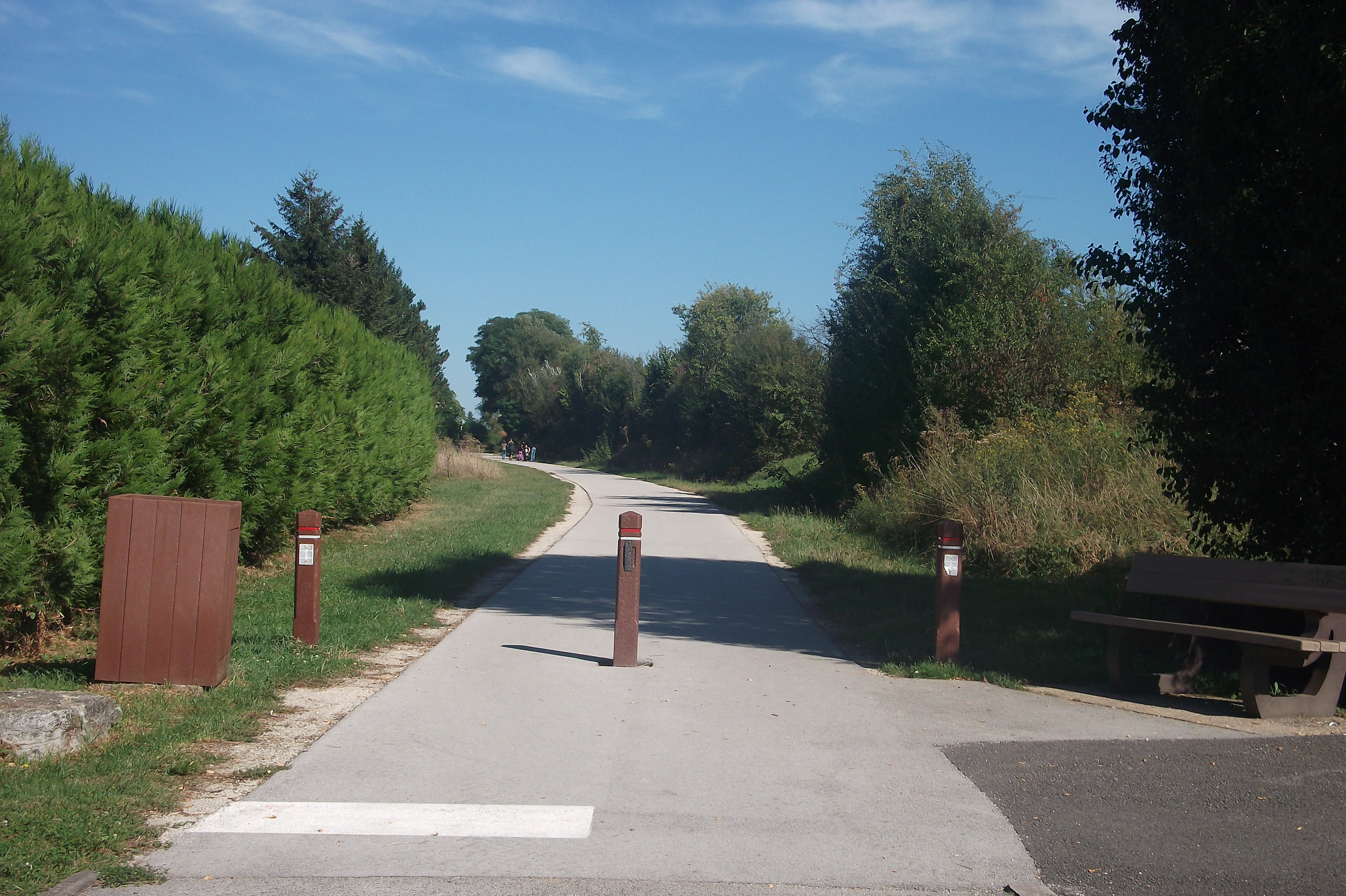
Voie verte le Chemin vert.

### Patrimoine culturel
Musées
- Musée Jean-Léon Gérôme, Vesoul

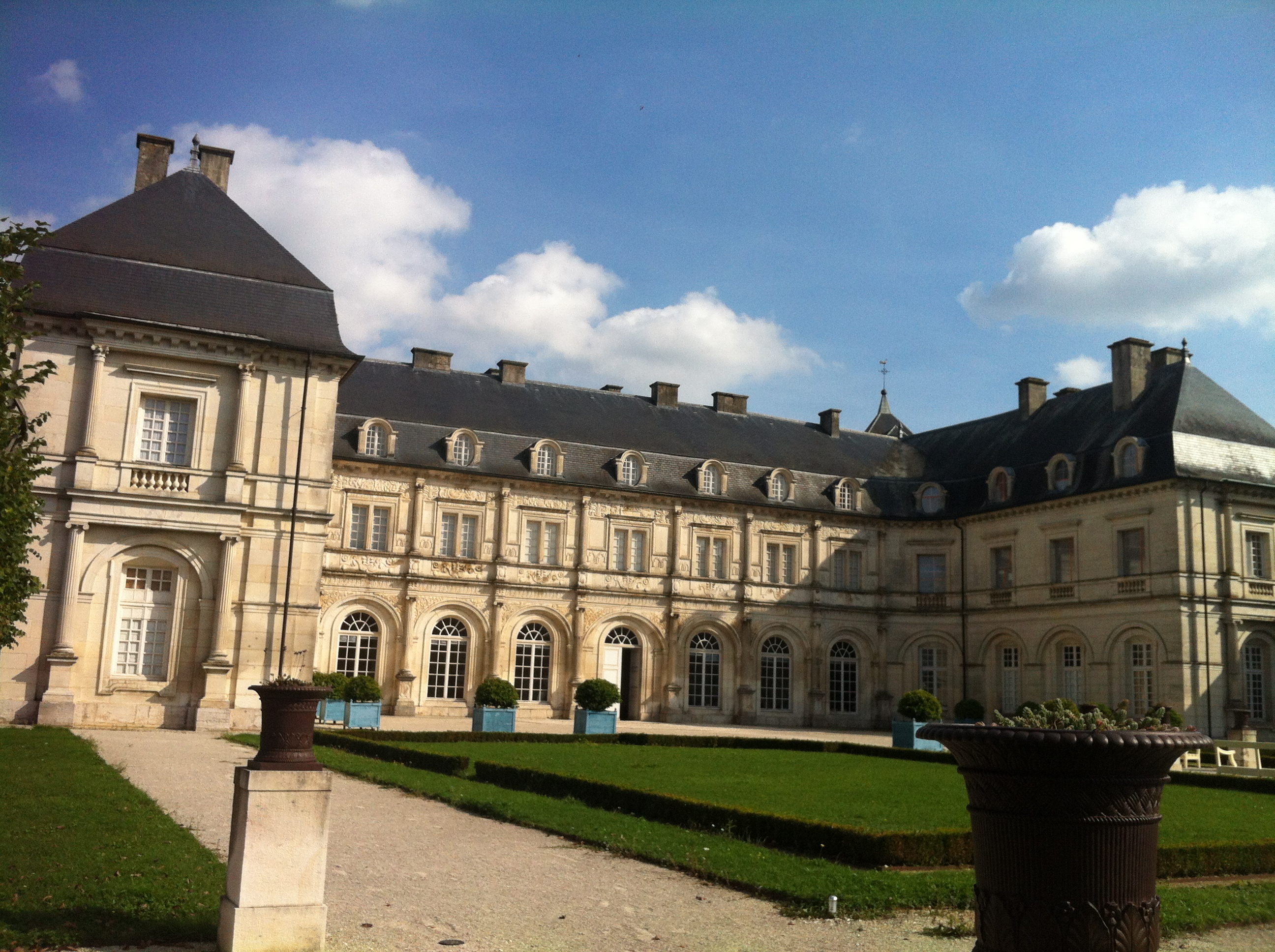
Musées départementaux de la Haute-Saône.

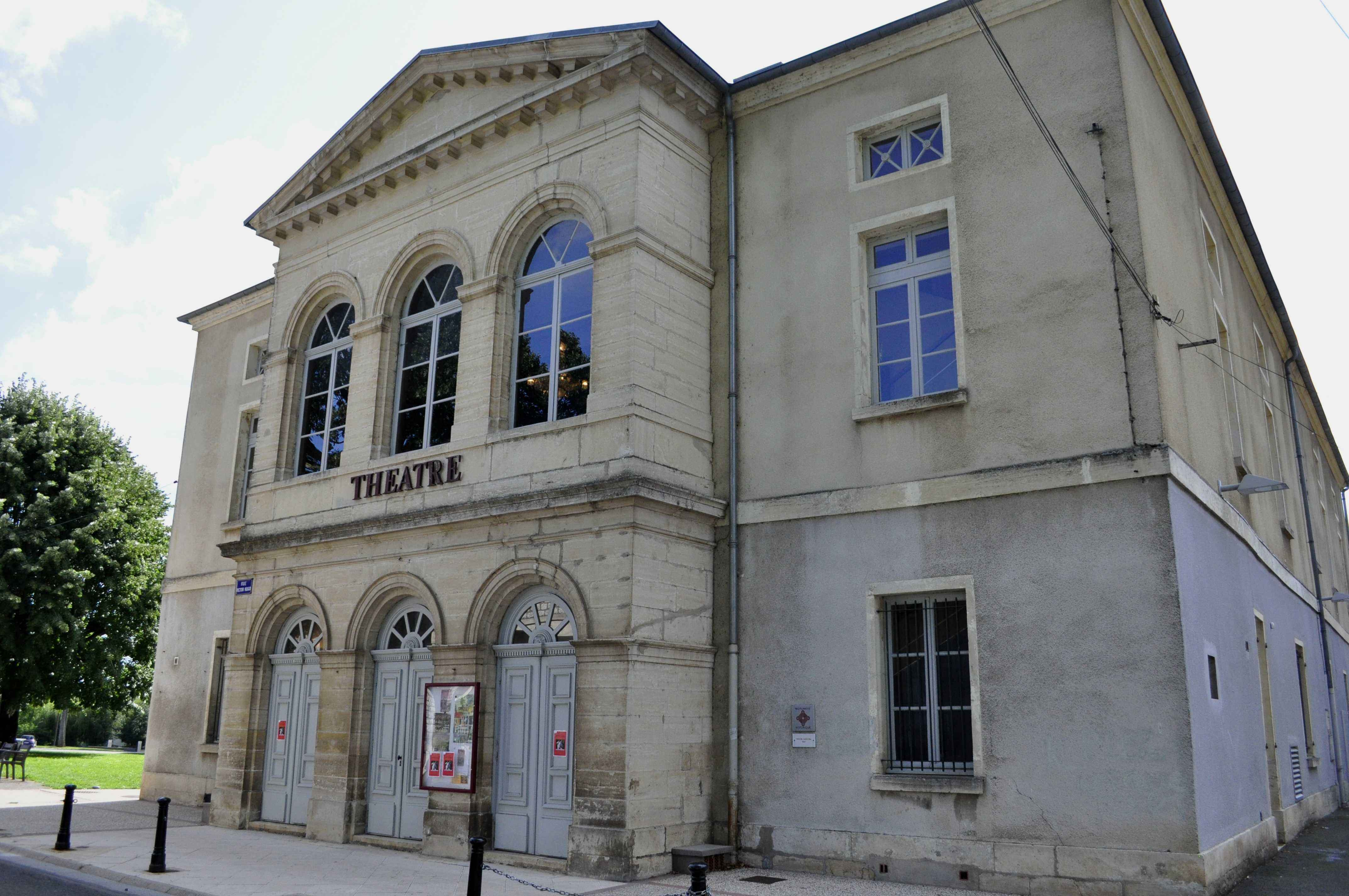
Théâtre de Gray.

- Musée de la mine Marcel-Maulini, Ronchamp
- Musée de la Tour des Échevins, Luxeuil-les-Bains
- Musée du Combattant de la Haute-Saône, Luxeuil-les-Bains
- Musée Maurice Baumont, Luxeuil-les-Bains
- Musée départemental d'arts et traditions populaires, Champlitte
- Musée départemental des arts et techniques, Champlitte
- Musée départemental de la montagne, Château-Lambert
- Musée de l'Histoire du Costume, Scey-sur-Saône-et-Saint-Albin
- Musée Morice Lipsi, Rosey
- Musée national de l'espéranto, Gray
- Muséum d'histoire naturelle, Gray
- Musée d'Art Sacré, Gray
- Musée Baron-Martin, Gray
- Musée de la Fête Foraine Miniature, Plancher-les-Mines
- Musée Minal, Héricourt
- Musée des outils d'hier, Chauvirey-le-Vieil
- Musée de l'Ancienne Forge, Pesmes
- Musée de la Vie d'Autrefois, Jonvelle
- Écomusée du pays de la cerise, Fougerolles
- Château Musée, Filain

Salles de spectacles
- Théâtre de Gray
- Théâtre Edwige-Feuillère
- Conservatoire à rayonnement communal de Vesoul
- Espace Festi'Val, Arc-lès-Gray
- Majestic Espace des Lumières de Vesoul

### La Haute-Saône dans les arts et la culture
- Vesoul, la chanson de Jacques Brel.

### Héraldique
| Blason | Blasonnement : D’azur semé de billettes d’or au lion couronné du même, armé et lampassé de gueules, tenant entre ses pattes antérieures un croissant d’argent, brochant sur le tout ; au chef ondé cousu de gueules chargé d’une fasce aussi ondée d’argent. Commentaires : Armoiries composées par la direction des archives de France en 1965, à la demande du conseil général. Elles sont basées sur les armoiries comtoises avec un croissant provenant des armoiries de Vesoul. La fasce et le chef ondés rappellent la Saône. |

### Gastronomie
Quelques spécialités culinaires existent dans le département, notamment :
- Jambon de Luxeuil
- Gandeuillot
- Biscuit de Montbozon
- Cancoillotte
- Munster
- Griottines
- Kirsch de Fougerolles

### Personnalités liées au département
Plusieurs personnalités mondialement connues sont nées en Haute-Saône. Parmi ces dernières, on peut citer le fondateur de la Coupe du monde de football Jules Rimet, le créateur de la marque de cosmétiques Lancôme Armand Petitjean, le pilote de rallye-raid Stéphane Peterhansel, l'artiste Jean-Léon Gérôme, l'actrice Edwige Feuillère, le maître Jacques de Molay, la dirigeante d'entreprise Laurence Parisot ou encore l'inventeur Édouard Belin.

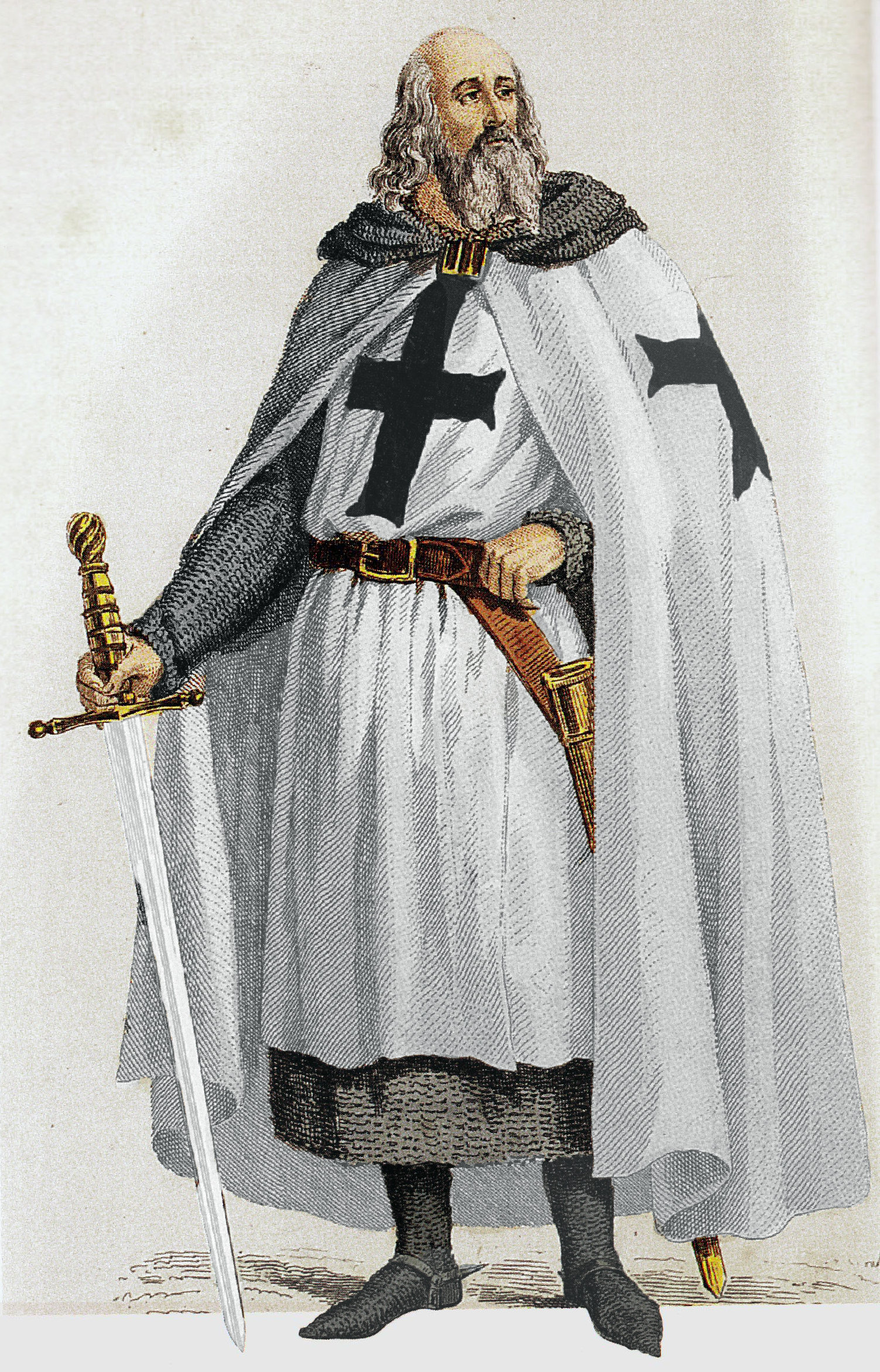
Jacques de Molay.
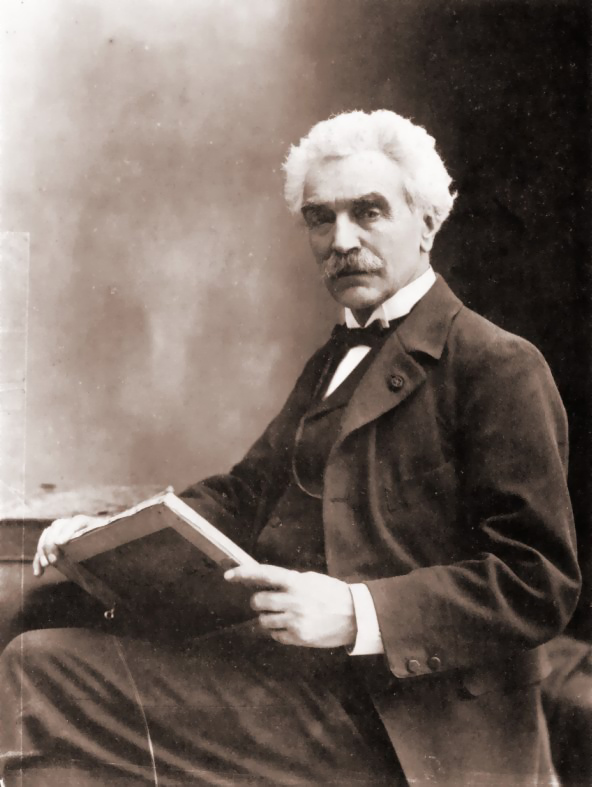
Jean-Léon Gérôme.
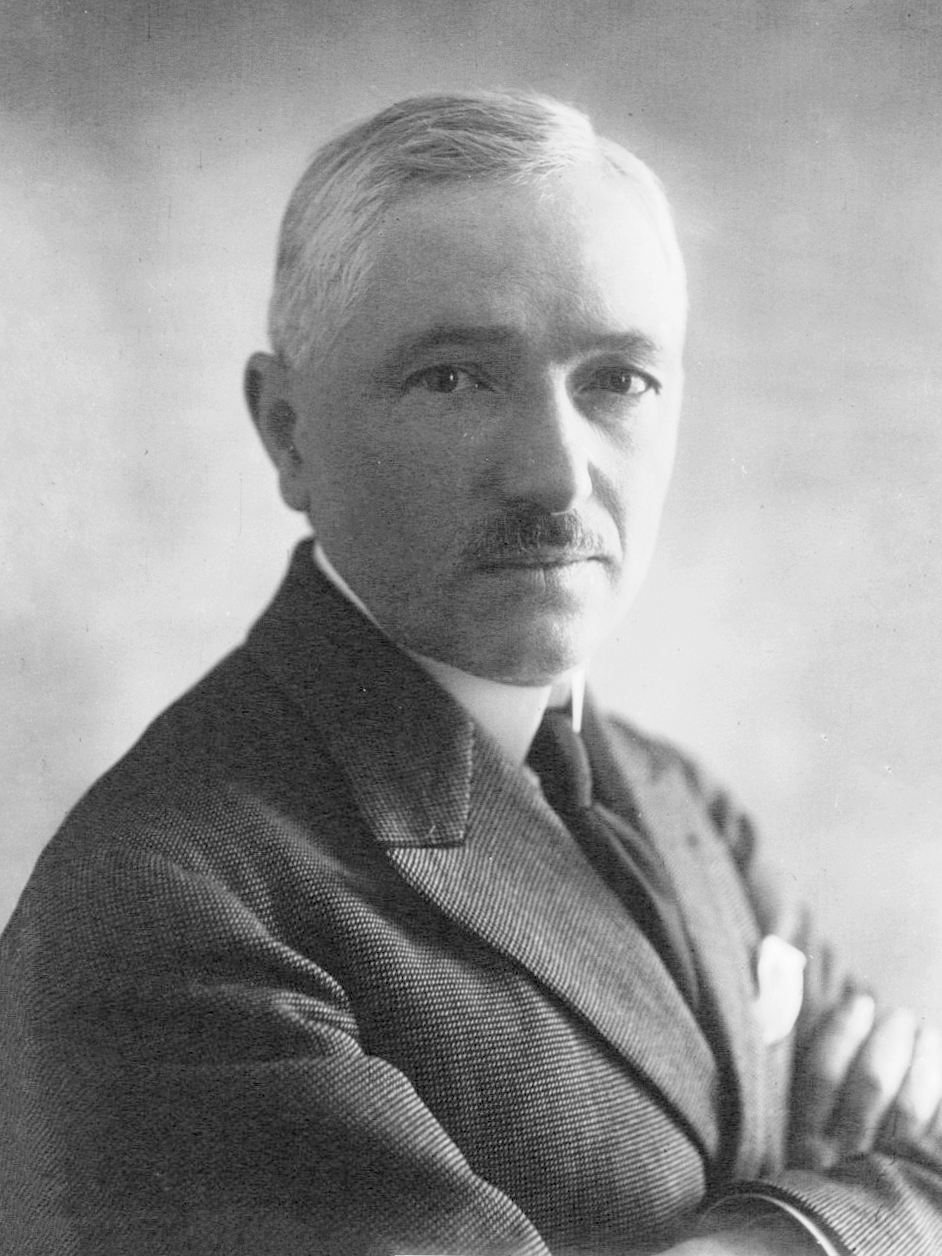
Jules Rimet.
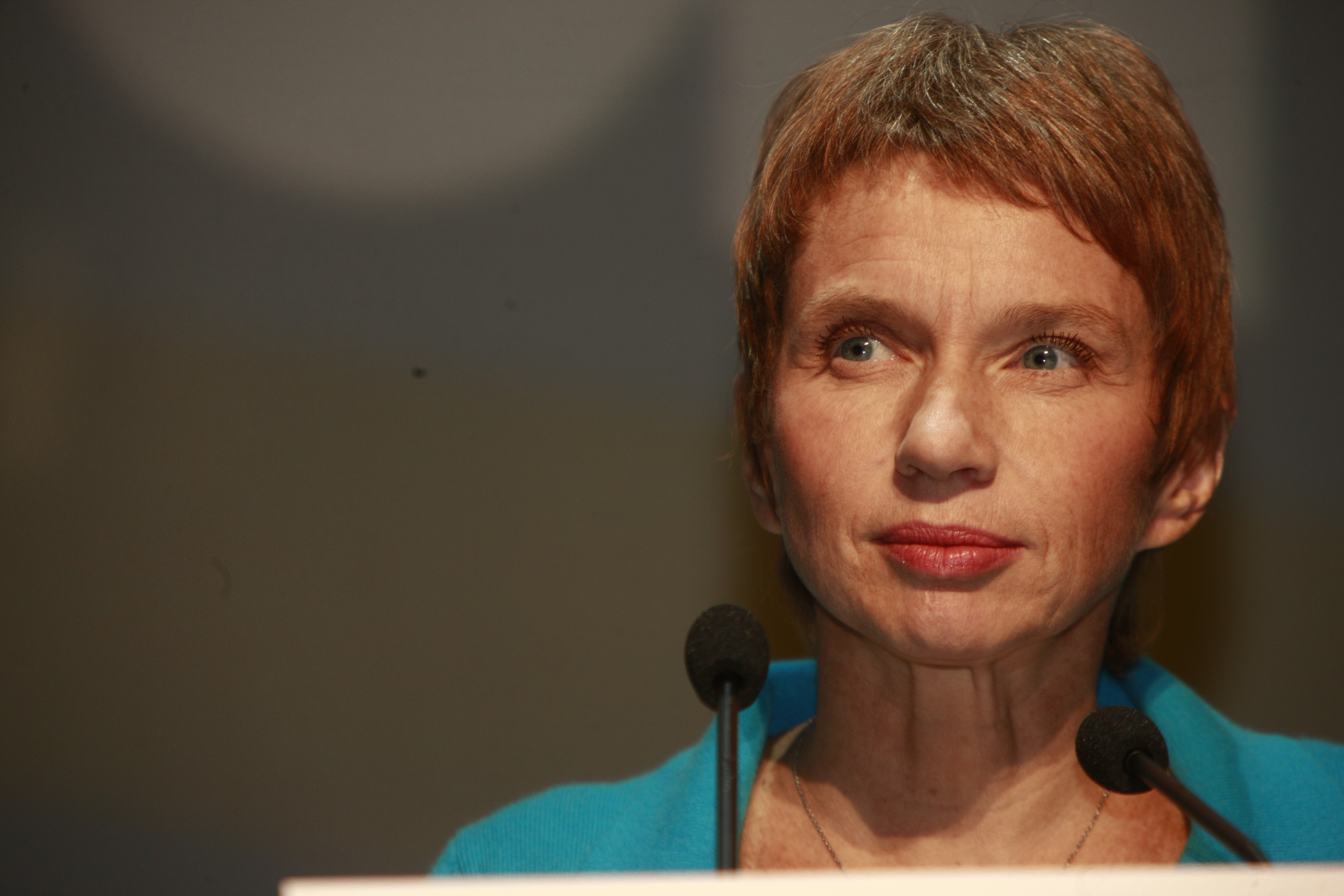
Laurence Parisot.